# Targhe d'immatricolazione negli Stati Uniti d'America

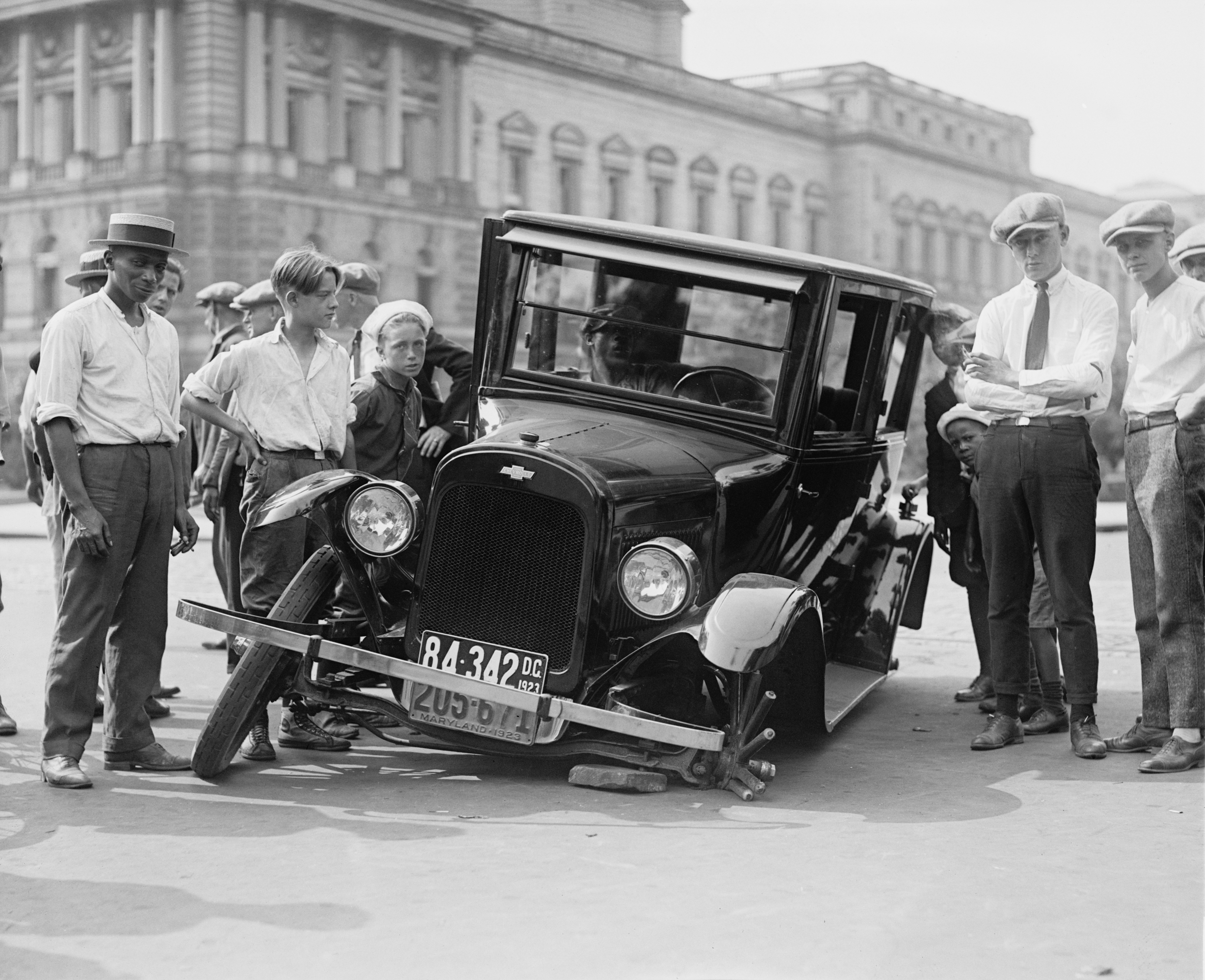
Un gruppo di uomini intorno a una carcassa d'auto (una Chevrolet) in un'immagine del 1923. Si noti che l'automobile ha due targhe: una del distretto di Washington e l'altra del confinante stato del Maryland. La fotografia risale infatti al periodo precedente a quello in cui una sola licenza era sufficiente per attraversare il confine tra diversi stati federati degli U.S.A.

Le targhe d'immatricolazione negli Stati Uniti d'America vengono fornite dal DMV, Department of Motor Vehicles, dei vari Stati o amministrazioni provinciali delle Contee, sono di proprietà e legate all'utente del veicolo, per cui la targa viene venduta all'utente che contestualmente paga la tassa di circolazione, generalmente di pari costo della targa e da rinnovarsi ogni anno. Il bollo viene apposto sulla targa stessa, di solito la posteriore, ma con alcune eccezioni, es. New York e Texas, dove invece è obbligatorio apporlo sul parabrezza.

## Norme e caratteristiche
Solo targhe posteriori obbligatorie
     Targhe anteriori e posteriori obbligatorie
     Targhe anteriori e posteriori solitamente obbligatorie, con eccezioni

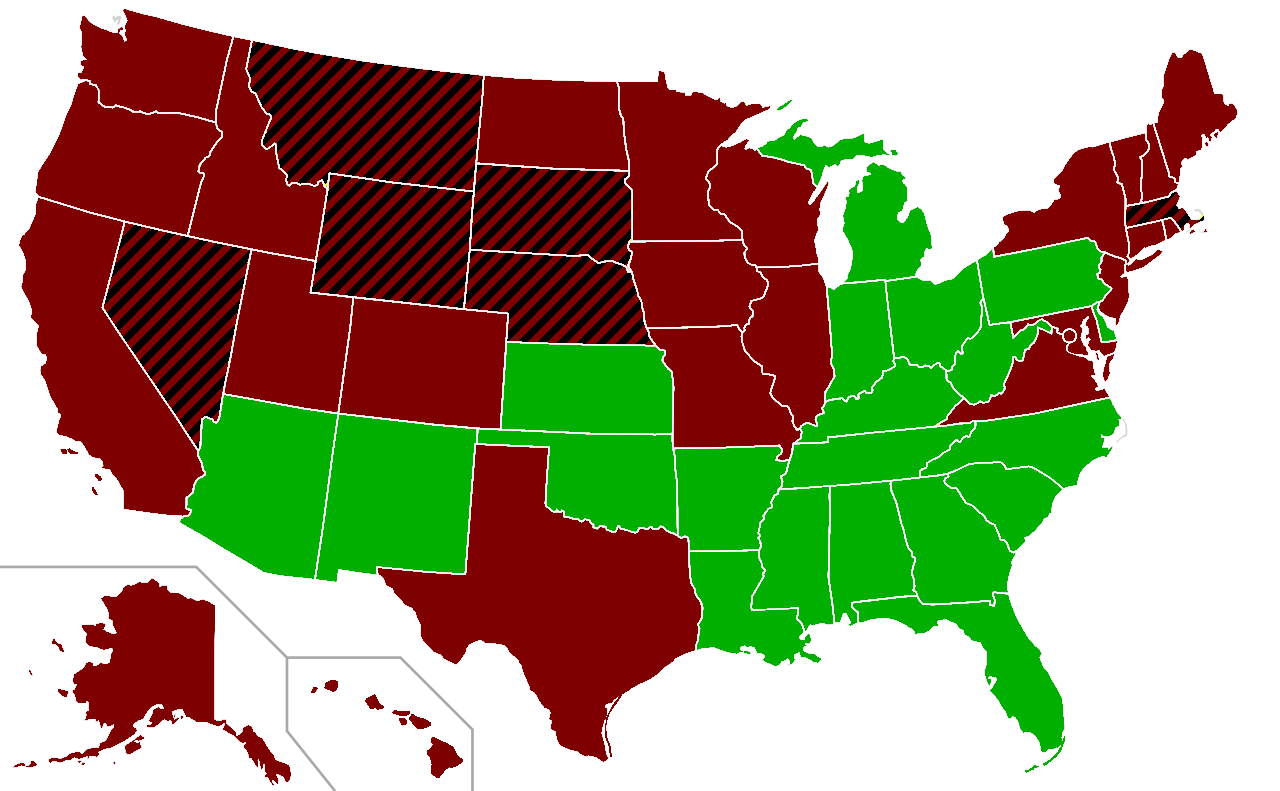
Norme di montaggio delle targhe dei singoli Stati federati a Luglio 2020.
Solo targhe posteriori obbligatorie
Targhe anteriori e posteriori obbligatorie
Targhe anteriori e posteriori solitamente obbligatorie, con eccezioni

Targa sample (esempio) del Kentucky del formato usato dal 1988 al 1997

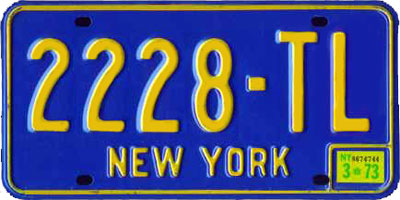
Targa "standard" dello stato di New York in vigore dal 1966 al 1973

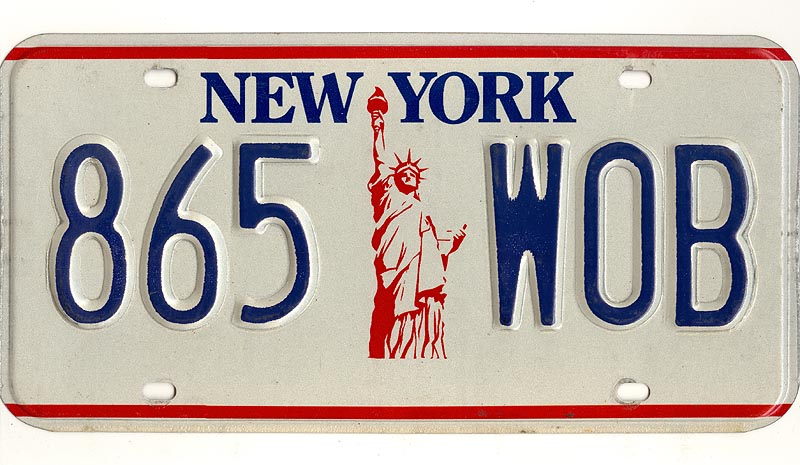
Targa "standard" dello stato di New York in vigore dal 1986 al 2001

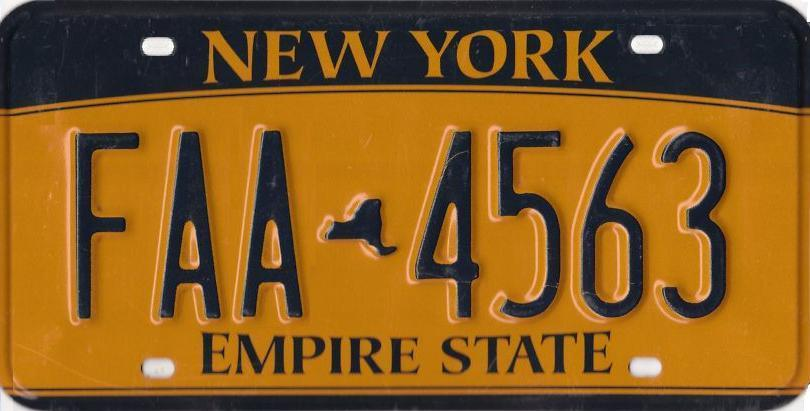
Targa "standard" dello stato di New York emessa dal 2010 al 2020

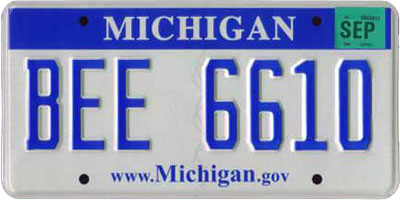
Targa del Michigan in uso dal 2007 al 2013, si noti in basso il sito internet dello stato al posto del motto

Ognuno dei 50 Stati dell'unione ha una sua propria targa, diversa per la grafica da tutte le altre e che ne riporta ed evidenzia in varie forme le caratteristiche e le peculiarità di ciascuno. A queste 50 va aggiunta quella di Washington, che - pur non essendo uno Stato, ma un distretto dipendente direttamente dal congresso - ha una sua targa quale capitale degli Stati Uniti d'America.
Periodicamente, con una durata di alcuni anni variabile da uno Stato all'altro, le targhe vengono sostituite con una nuova grafica e tutti i residenti nello Stato interessato devono sostituirla con la nuova serie, oppure quando una persona si trasferisce da uno Stato a un altro, gli viene normalmente richiesta la sostituzione della targa in conseguenza del cambio di residenza. Fanno eccezione coloro che possono dimostrare il trasferimento temporaneo per motivi di lavoro e i militari. Essendo di proprietà può essere ceduta o venduta ma dopo tre anni dalla scadenza non può più essere utilizzata su di un veicolo.
Quasi tutti gli Stati vendono anche le cosiddette sample (esempio), targhe identiche a tutti gli effetti a quelle regolari ma non utilizzabili su di un veicolo; generalmente riportano appunto la sigla "SAMPLE" o contengono nella sigla le lettere SAM o le cifre da tre a sei zeri.
La maggior parte degli Stati fornisce targhe con la sigla alfanumerica e/o altri simboli e caratteri in rilievo, ma negli ultimi anni sempre più Stati, come Indiana, Iowa, Mississippi, Montana, Nebraska, Dakota del Sud, Tennessee, Wyoming sono passati alle targhe "flat", non più in rilievo, prodotte con tecnologia digitale.
In molti Stati i principali produttori di targhe sono le industrie carcerarie. Dagli anni cinquanta è stato standardizzato il formato nella dimensione di 6 × 12 pollici (15,24 × 30,48 cm) e generalmente sono di alluminio, talvolta in lega anticorodal o in semplice lamierino di ferro come le Illinois degli anni sessanta/settanta dette "tin plates", letteralmente targhe di latta.
Dagli anni ottanta in poi l'aspetto delle targhe USA è sempre più caratterizzato da grafiche particolari facenti riferimento a peculiarità, luoghi o monumenti nazionali di ciascuno Stato, quasi sempre associato allo slogan ufficiale di esso. Ultimamente, dagli anni 2000, anche dall'indirizzo internet, come: "myFlorida.gov", "www.Georgia.gov" o "www.state.pa.us" (Pennsylvania).
Le prime targhe all'inizio del XX secolo e per buona parte degli anni dieci erano fatte con smaltatura a fuoco su metallo. Tali targhe sono oggi molto ricercate dai collezionisti in quanto, come si può intuire, erano molto costose e fatte per i pochi veicoli che circolavano a quell'epoca. A questo si deve aggiungere il fatto che è passato più di secolo e sono giunte a noi in un numero limitato di esemplari: questo ne aumenta ulteriormente la rarità. Per tipologia costruttiva queste prime targhe realizzate con smalto a fuoco non soffrivano la corrosione e le intemperie in quanto la vernice viene vetrificata dalla temperatura del forno. Il difetti era la rigidità poiché in caso di urto o di piegatura del supporto metallico lo smalto si distacca come fosse vetro. Quasi tutti gli stati americani facevano targhe smaltate a fuoco agli inizi del Novecento, ma questo uso cessò per quasi tutti durante la prima guerra mondiale. A queste targhe successero quelle in lamiera verniciata che ovviamente soffrivano la facile fragilità delle sverniciature, l'opacizzazione, lo sbiadirsi dei colori per l'azione del sole e la corrosione del metallo, ma il cui costo era estremamente inferiore.
Dalle "porcelain" (o smaltate a fuoco) alle loro eredi degli anni venti, le targhe americane hanno sempre mostrato una grande varietà grafica, talvolta pregevole. A questa varietà grafica si aggiungano i richiami agli eventi storici (una per tutte la targa di Pearl Harbor del 1941, per i cui sopravvissuti esiste una targa apposta). Per questo motivo il collezionismo di targhe statunitensi è diventato col tempo (dagli anni '50) un ampio fenomeno che ha varcato i confini americani. Di riferimento è l'ALPCA, Automobile License Plate Collectors Association fondata nel 1954, con sede in Virginia, che conta oltre 13.000 tesserati di cui circa 3.000 soci attivi sia negli USA che in altre 19 nazioni nel mondo.

## Grafiche e slogan standard
In questa sezione l'elenco dei 50 Stati federati e del distretto federale degli Stati Uniti d'America con il motto e/o gli slogan e le grafiche riprodotti sulle targhe automobilistiche Standard fornite al 2022. Non sono presenti grafiche alternative/opzionali attualmente emesse o targhe standard da poco superate, nonostante alcune siano ancora valide in quanto ogni Stato prevede uno o due anni di tempo per la sostituzione.
| Targa | Stato federato o distretto | Prima emissione | Motto | Note |
| ----- | -------------------------- | --------------- | --- | --- |
|       | Alabama                    | 2022            | www.alabama.travel in basso al centro e "HEART OF DIXIE" nell'angolo in basso a destra dentro un piccolo cuore bianco.                               | |
|       | Alaska                     | 2010            | "THE LAST FRONTIER" | |
|       | Arizona                    | 2008            | "GRAND CANYON STATE" | Dal 2020 la sequenza è randomica e non più necessariamente "AAA0000".                                                                                     |
|       | Arkansas                   | 2021            | "THE NATURAL STATE" | La grafica attuale è pressoché identica dal 2006. Negli anni è cambiata solo la sequenza alfanumerica.                                                    |
|       | California                 | 2012            | dmv.ca.gov | La grafica attuale, seppur con piccole modifiche estetiche e di slogan, è utilizzata dal 1994.                                                            |
|       | Carolina del Nord          | 1982            | "FIRST IN FLIGHT" | |
|       | Carolina del Sud           | 2016            | "WHILE I BREATHE, I HOPE" | |
|       | Colorado                   | 2018            | - | La grafica attuale è pressoché identica dal 2000. Negli anni è cambiata solo la sequenza alfanumerica.                                                    |
|       | Connecticut                | 2015            | "CONSTITUTION STATE" | |
|       | Dakota del Nord            | 2016            | "PEACE GARDEN STATE" | |
|       | Dakota del Sud             | 2016            | "GREAT FACES. GREAT PLACES." | |
|       | Delaware                   | 1969            | "THE FIRST STATE" | La combinazione è composta da sole cifre sequenziali da 4 a 999999.                                                                                       |
|       | Distretto di Columbia      | 2017            | "END TAXATION WITHOUT REPRESENTATION" | |
|       | Florida                    | 2022            | myflorida.com in alto e uno dei tre seguenti in basso: - "SUNSHINE STATE" - "IN GOD WE TRUST" - Il nome della contea di immatricolazione             | La grafica attuale è pressoché identica dal 2003. Negli anni è cambiata solo la sequenza alfanumerica.                                                    |
|       | Georgia                    | 2012            | "PEACH STATE" in alto e uno dei seguenti in basso: - "IN GOD WE TRUST" - Il nome della contea di immatricolazione                                    | |
|       | Hawaii                     | 1991            | "ALOHA STATE" | |
|       | Idaho                      | 2022            | "FAMOUS POTATOES" | La grafica attuale, seppur con piccole modifiche estetiche e di slogan, è utilizzata dal 1991.                                                            |
|       | Illinois                   | 2017            | "LAND OF LINCOLN" | Il ritratto di Lincoln a sinistra, inizialmente più scuro, nelle emissioni più recenti è stato schiarito per permettere una migliore lettura della targa. |
|       | Indiana                    | 2017            | - | |
|       | Iowa                       | 2018            | Il nome della contea di immatricolazione | |
|       | Kansas                     | 2018            | - | |
|       | Kentucky                   | 2020            | "BLUEGRASS STATE" in alto e nome della contea di immatricolazione in basso. Opzionalmente può apparire in aggiunta agli altri due "IN GOD WE TRUST". | |
|       | Louisiana                  | 2016            | "SPORTSMAN'S PARADISE" | |
|       | Maine                      | 1999            | "VACATIONLAND" | |
|       | Maryland                   | 2016            | - | |
|       | Massachusetts              | 1993            | "THE SPIRIT OF AMERICA" | |
|       | Michigan                   | 2013            | michigan.org | |
|       | Minnesota                  | 2017            | "10,000 LAKES" | Grafica utilizzata dal 2009. |
|       | Mississippi                | 2019            | Nome della contea di immatricolazione | |
|       | Missouri                   | 2018            | "BICENTENNIAL" in alto, "1821★2021" in basso | |
|       | Montana                    | 2010            | "TREASURE STATE" | |
|       | Nebraska                   | 2017            | "1867" e "2017" | |
|       | Nevada                     | 2016            | "HOME MEANS NEVADA" | |
|       | New Hampshire              | 1999            | "LIVE FREE OR DIE" | |
|       | New Jersey                 | 2007            | "GARDEN STATE" | |
|       | New York                   | 2020            | "EXCELSIOR" | |
|       | Nuovo Messico              | 1999            | "LAND OF ENCHANTMENT" | La grafica attuale, seppur con piccole modifiche estetiche e di slogan, è utilizzata dal 1990.                                                            |
|       | Ohio                       | 2021            | "BIRTHPLACE OF AVIATION" | |
|       | Oklahoma                   | 2022            | travelok.com | La grafica attuale, seppur con piccole modifiche estetiche e di slogan, è utilizzata dal 2017.                                                            |
|       | Oregon                     | 2004            | - | |
|       | Pennsylvania               | 2017            | visitPA.com | La grafica attuale, seppur con piccole modifiche estetiche e di slogan, è utilizzata dal 1999.                                                            |
|       | Rhode Island               | 1996            | "OCEAN STATE" | |
|       | Tennessee                  | 2022            | "THE VOLUNTEER STATE" in alto a sinistra, www.tnvacation.com e il nome della contea di imamtricolazione in basso.                                    | |
|       | Texas                      | 2012            | "THE LONE STAR STATE" | |
|       | Utah                       | 2007            | "LIFE ELEVATED" | |
|       | Vermont                    | 1990            | | |
|       | Virginia                   | 2014            | "VIRGINIA IS FOR LOVERS" e virginia.org | |
|       | Virginia Occidentale       | 2006            | "WILD, WONDERFUL" | |
|       | Washington                 | 2010            | "EVERGREEN STATE" | La grafica attuale è pressoché identica dal 1998. Negli anni è cambiata solo la sequenza alfanumerica.                                                    |
|       | Wisconsin                  | 2017            | "AMERICA'S DAIRYLAND" | |
|       | Wyoming                    | 2016            | - | |

## Targhe personalizzate

### Vanity

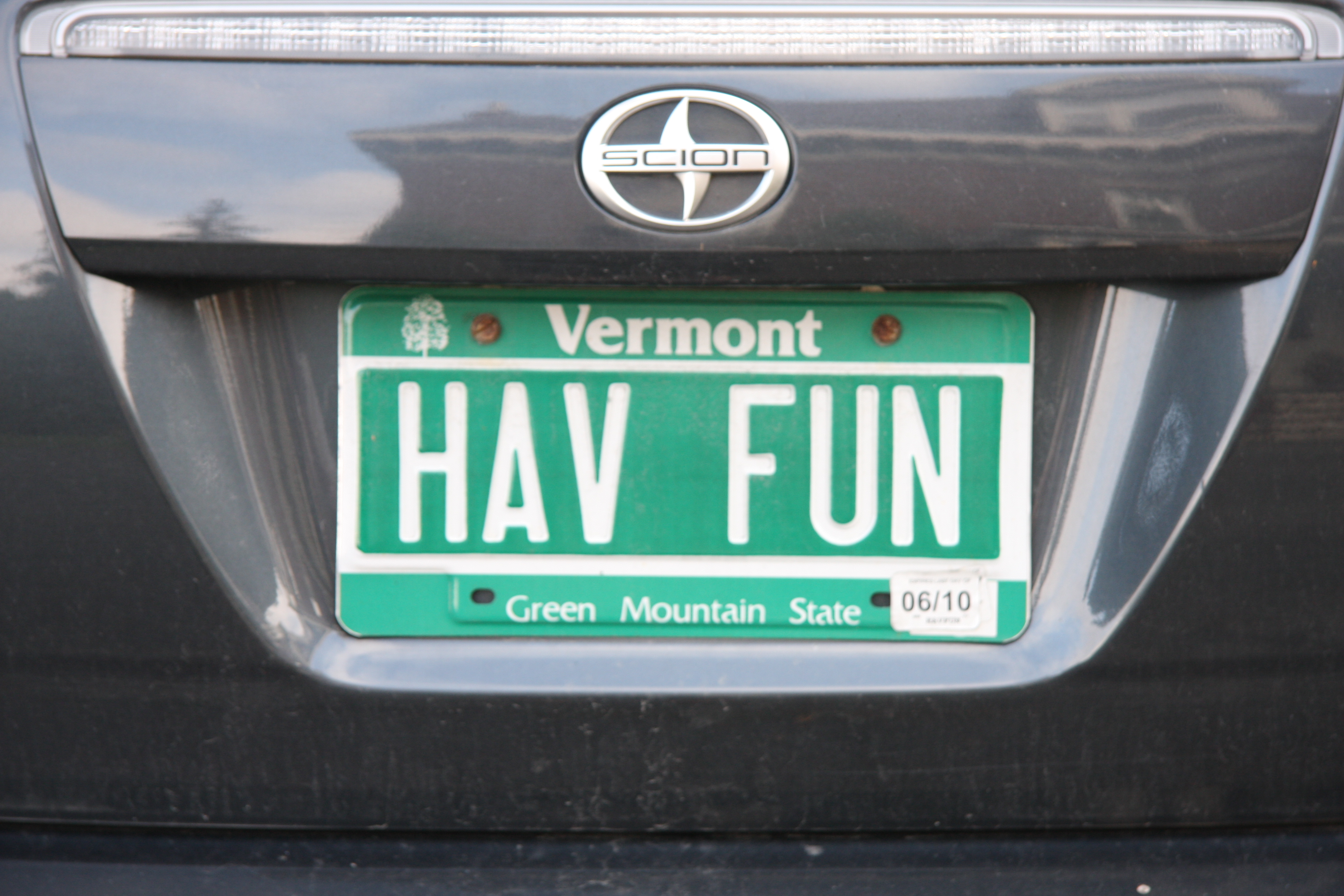
Targa personalizzata su un veicolo del Vermont

In ciascuno dei 50 stati degli Stati Uniti e nel Distretto di Columbia, agli automobilisti viene offerta la possibilità, con un costo extra, di personalizzare la sequenza di lettere e/o numeri della propria targa (nota in questo caso come vanity plate o prestige plate). Generalmente, le targhe in questione non possono contenere messaggi volgari o offensivi, anche se le norme variano ampiamente tra le varie giurisdizioni che rilasciano la targa. Ad esempio, lo stato del Maine non effettua alcuna censura sulle vanity plates, a condizione che esse non incitino all'odio o alla violenza. In California, gli automobilisti possono ordinare targhe contenenti, oltre a lettere e numeri, anche simboli, quali ad esempio un cuore, una mano, una stella e così via. Anche altri stati, come il New Hampshire e la Carolina del Nord, consentono l'uso di determinati simboli di punteggiatura.
Negli anni è capitato, a volte, che alcune sequenze personalizzate ambigue abbiano causato difficoltà inaspettate ai loro proprietari. Nel 1979, ad esempio, un residente di Los Angeles ha ricevuto 2 500 multe da tutto lo stato perché i computer del DMV abbinavano alla sua targa, "NULL", contravvenzioni per auto senza targa. Altri casi simili sono stati segnalati per combinazioni come "MISSING", "NOTAG", "VOID", "NONE" e "XXXXXXX".
Altre volte, invece, le restrizioni nei messaggi consentiti sulle vanity plates hanno portato addirittura a casi giudiziari in tribunale.

### Specialty

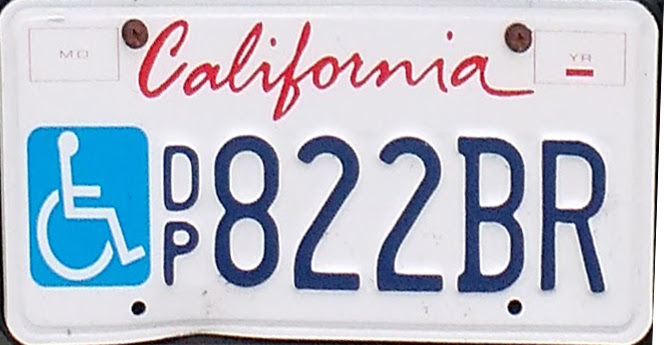
Targa della California di un veicolo per disabili (DP=Disabled Person)

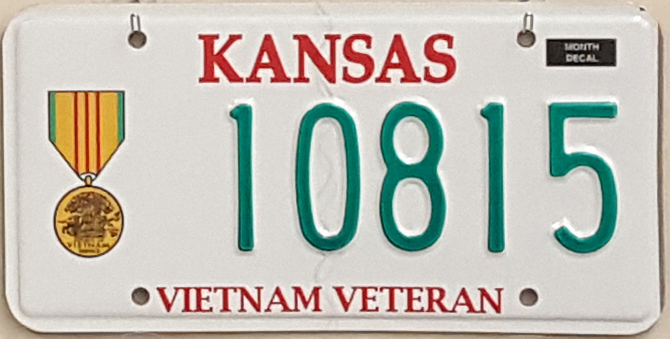
Targa di un veterano della Guerra del Vietnam emessa dal Kansas

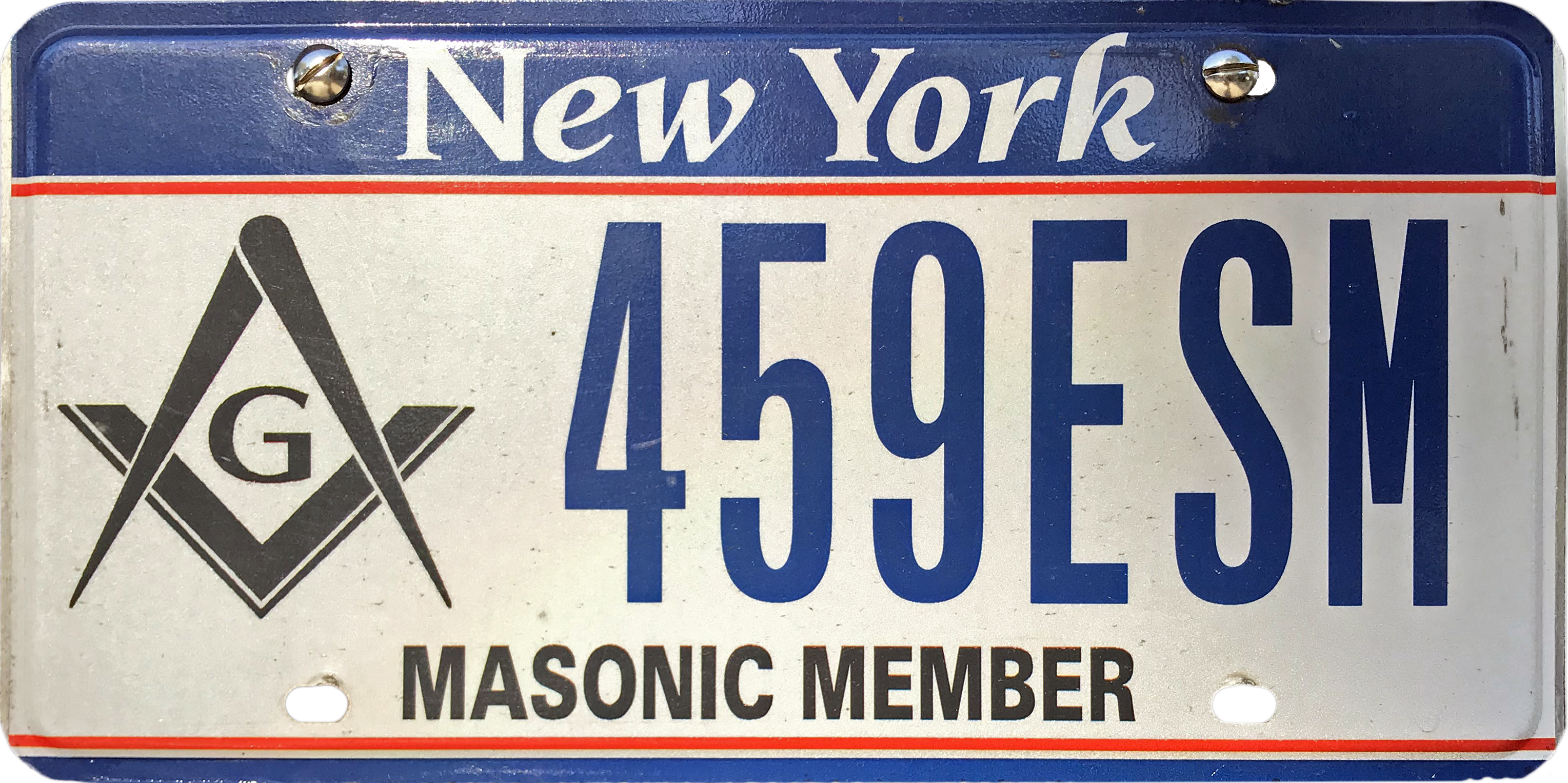
Targa di un massone dello stato di New York

Ogni Stato USA fornisce oltre alla targa standard (o regular) un'ampia varietà di tipi di targhe, in qualche caso oltre cento differenti a scelta dell'utente, fino ai 200 tipi proposti dallo Stato della Virginia. Esse sono le cosiddette specialty, che possono essere sia delle targhe opzionali con differenze puramente estetiche rispetto alla standard (in questo caso spesso non richiedono costi aggiuntivi), sia targhe tematiche specifiche con disegni e motti turistici, ambientalisti, patriottici, storici, commemorativi, sia essere richieste come segno distintivo di appartenenza a una determinata categoria o professione, quali:
- Radioamatori
- College o Università
- Disabili
- Veicoli di una flotta aziendale
- Medici
- Paramedici volontari
- Vigili del fuoco volontari
- Poliziotti
- Ingegneri
- Militari
- Veterani di guerra
- Femministi
- Massoni
- Religiosi
- Giornalisti
- Fotoreporter
- Emittenti televisive
- Piloti
- Marinai
- Organizzazioni non a scopo di lucro
- Organizzazioni straniere
- Club e Associazioni di vario genere (automobilistico, sportivo, storico, letterario, animalista ecc)
- Musei
- Parchi nazionali

e altre.
Alcune classi di targhe possono richiedere una prova di autorizzazione, ad esempio una persona che ottiene una targa per radioamatori con il proprio indicativo di chiamata deve mostrare la propria licenza di radioamatore. Le persone che ottengono la medaglia di Veterano disabile, la Medal of Honor o il Purple Heart devono mostrare la prova della loro disabilità e del servizio militare o il loro premio della medaglia specifica, rispettivamente. Stessa cosa avviene per le targhe private di persone abilitate a operare in caso di emergenza, anche se non in servizio (es. poliziotti, medici, vigili del fuoco ecc.)
Spesso il sovrapprezzo da pagare per avere una determinata targa comprende una donazione a uno scopo o associazione correlata al tema (es. la targa emessa nel 1987 dallo stato della Florida per commemorare il disastro dello Space Shuttle Challenger, i cui proventi andarono a beneficio della Astronauts Memorial Foundation e servirono a finanziare la costruzione e la manutenzione dello Space Mirror Memorial presso il Kennedy Space Center Visitor Complex a Merritt Island).
Molte volte vengono utilizzate delle targhe commemorative come targhe standard. Ad esempio, un certo numero di stati su tutto il territorio nazionale ha emesso (come formato principale) targhe che ricordano il bicentenario degli Stati Uniti nel 1976. In altri casi diversi stati hanno emesso targhe per ricorrenze ed eventi particolari del proprio stato, come quando, nel 1998, l'Alaska ha celebrato il centenario della corsa all'oro del Klondike con nuove targhe che mostravano cercatori sul sentiero per lo Yukon. Altro esempio è il Tennessee, che ha commemorato la sua celebrazione del bicentenario del 1996 emettendo targhe standard etichettate "BicenTENNial" al posto del nome dello stato; queste lastre rimasero di serie fino al 2001, cinque anni dopo la fine della celebrazione.
Per quanto riguarda la combinazione alfanumerica non sempre quella delle targhe specialty coincide con quella delle targhe ordinarie, anzi spesso ogni tipologia presenta un proprio formato con prefissi specifici. In molti stati, però, è possibile personalizzare a proprio piacimento la scritta sulla targa, rendendole di fatto delle vanity-specialty plates.

#### Emissioni straordinarie

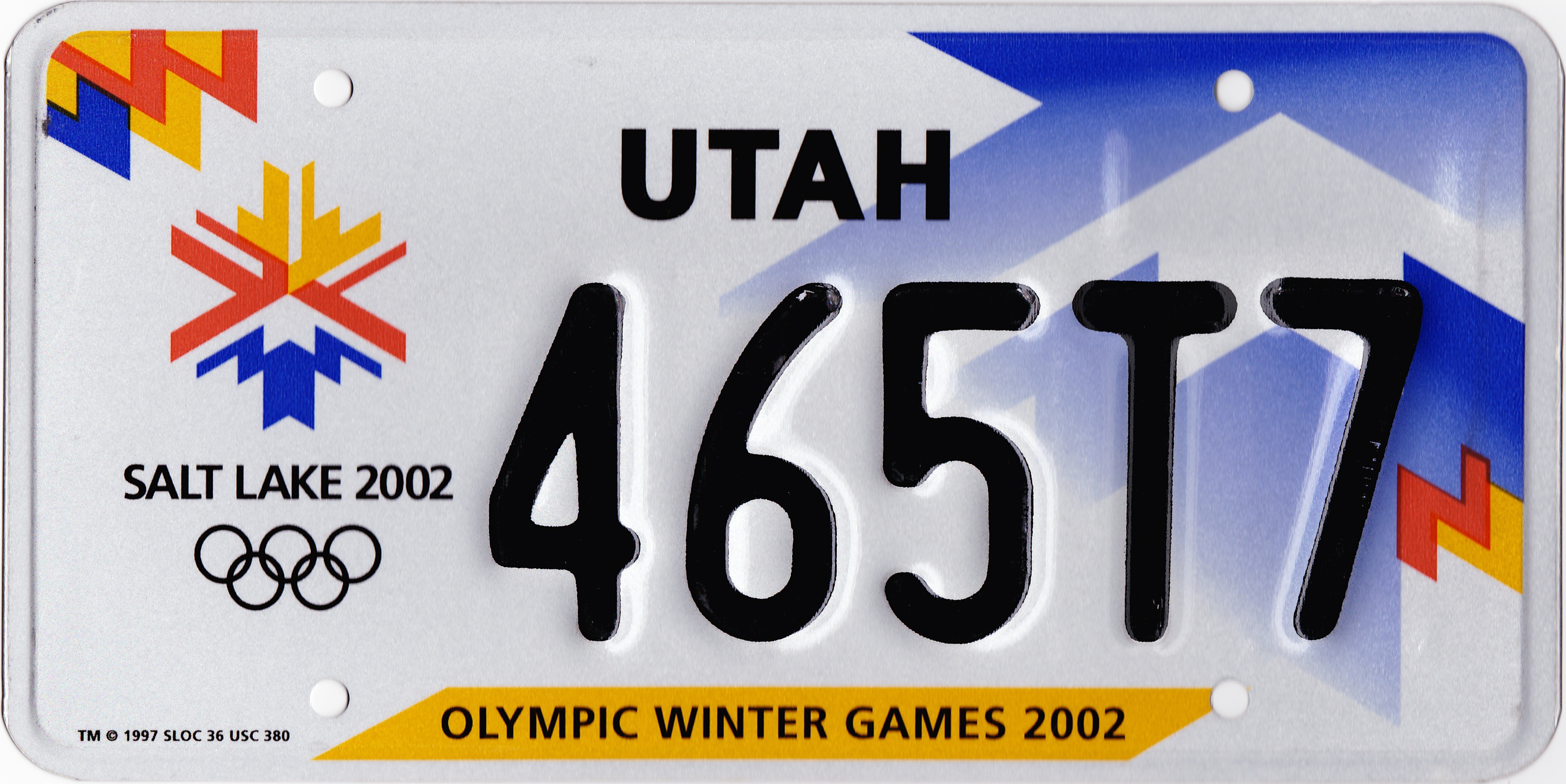
Targa dello Utah per i XIX Giochi olimpici invernali, svolti a Salt Lake City nel 2002

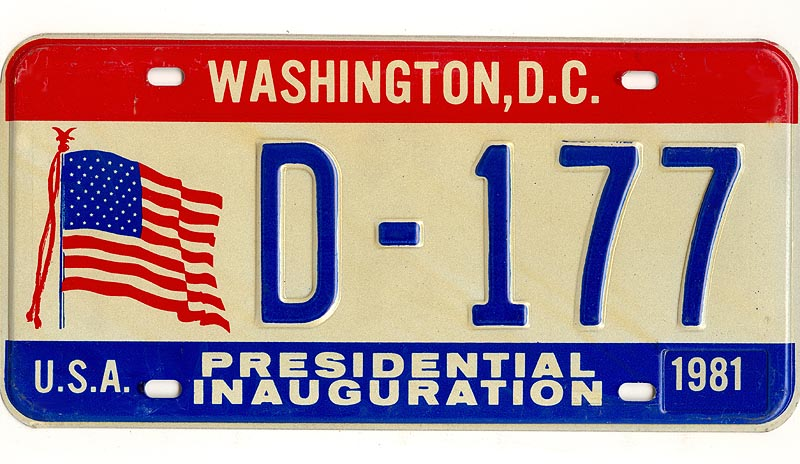
Targa di Washington D.C. per l'elezione di Ronald Reagan

Vengono proposte targhe per i più svariati eventi o iniziative governative a edizione limitata e generalmente queste targhe hanno un costo di immatricolazione e di rinnovo annuale almeno del doppio della targa standard, da circa 10/15 dollari fino ad anche 80/90 dollari.
A Washington viene per esempio edita una versione speciale ("Presidential") in occasione dell'elezione del Presidente degli Stati Uniti d'America.

## Targhe delle altre categorie di veicoli

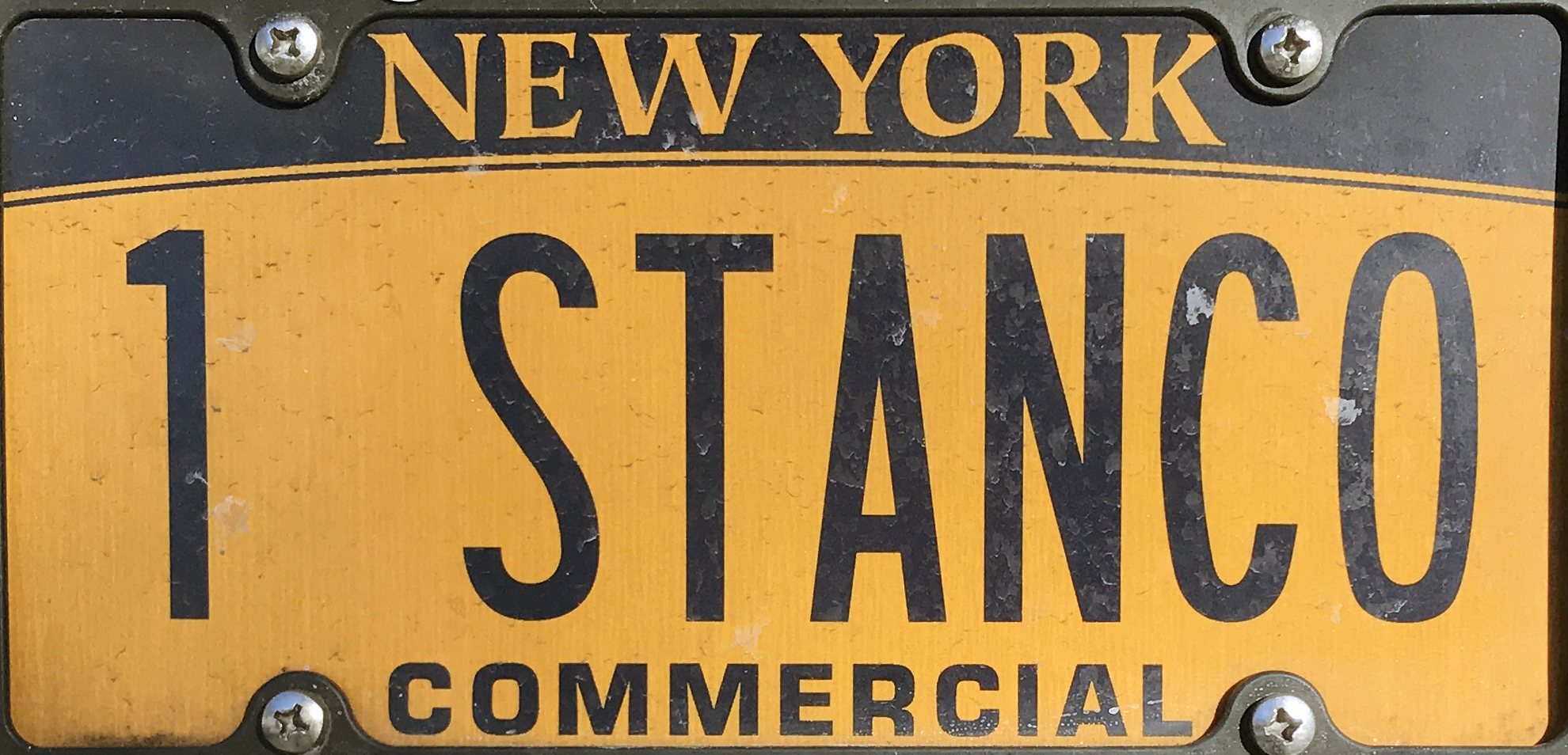
Targa personalizzata di un veicolo commerciale dello stato di New York

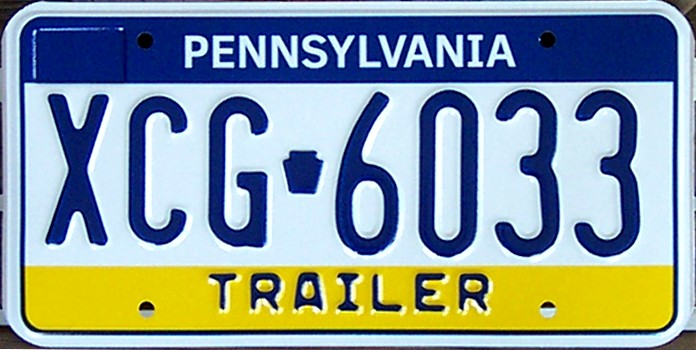
Targa di un rimorchio della Pennsylvania

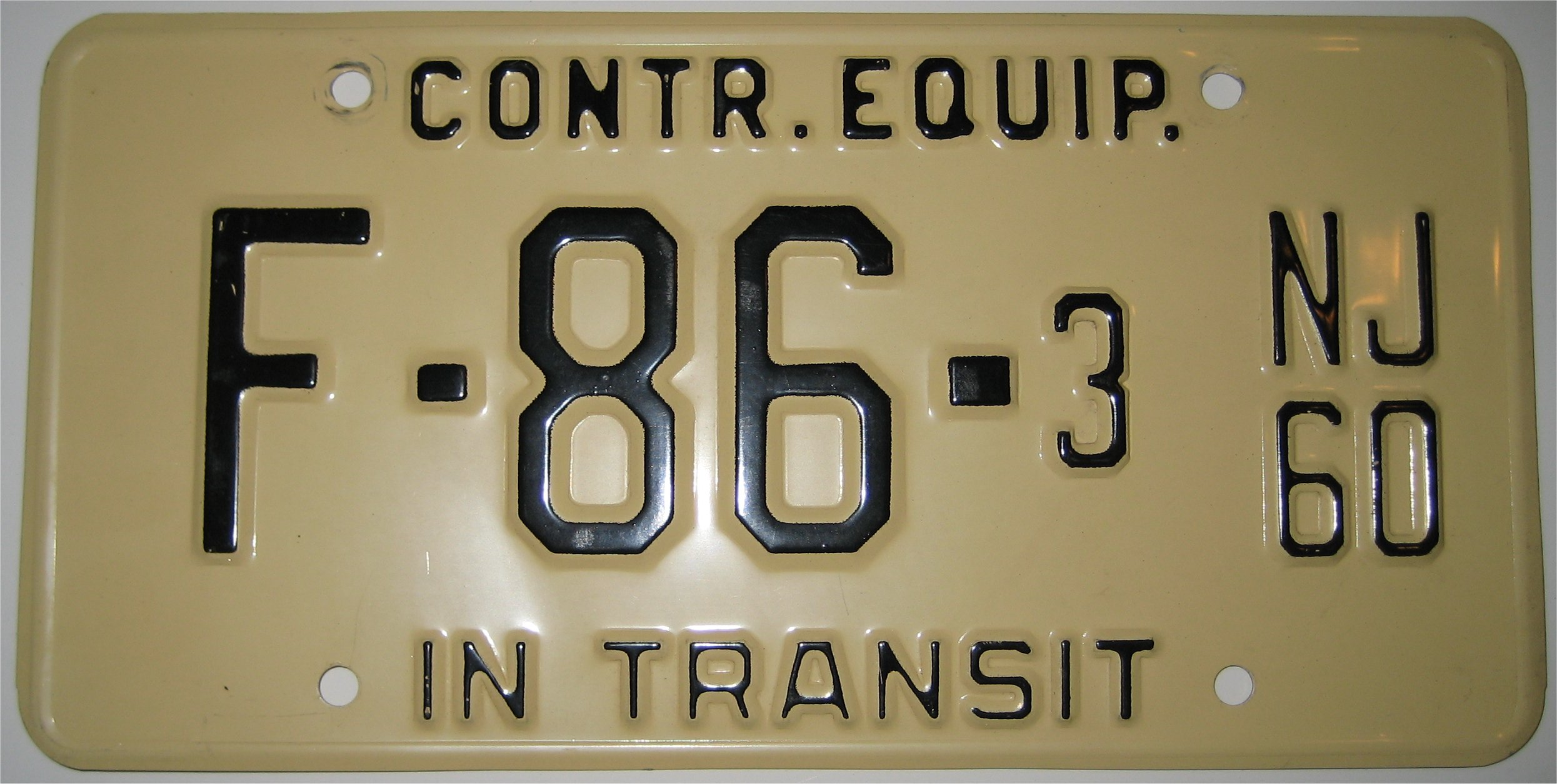
Targa di una macchina edile del New Jersey

La maggior parte dei veicoli utilizza targhe con grafica e dimensioni analoghe al tipo destinato alle autovetture, con differenze (da stato a stato) nel sistema di numerazione, diciture specifiche (es. la scritta "BUS", "TRUCK", "COMMERCIAL", "TAXI" al posto dei motti o sigle identificative) e poco altro. Per alcune tipologie di veicoli privati esse possono addirittura essere personalizzate, al pari di quelle per auto, sia nella combinazione sia nel design, spesso con possibilità di scegliere fra le stesse numerose grafiche opzionali, celebrative o specialty proposte dai singoli stati federati in alternativa al formato regular o standard. Rientrano in tale categoria (cosiddetta non-passenger) veicoli quali:
- Autocarri
- Autoarticolati
- Veicoli commerciali
- Autobus privati e di linea
- Taxi
- Limousine e noleggio con conducente
- Macchine agricole
- Macchine operatrici
- Carri attrezzi
- Carri funebri
- Roulotte
- Camper
- Rimorchi
- Auto di cortesia
- Auto a noleggio
- Hot rod
- Veicoli d'epoca
- Scuolabus
- Filobus
- Mezzi commerciali e pesanti con licenza ripartita

Non hanno le stesse dimensioni targhe di veicoli come motocicli e, in alcune giurisdizioni, ciclomotori e alcuni tipi di rimorchi e macchine edili.

### Motocicli
I motocicli montano targhe dedicate che riprendono gli stilemi delle targhe analoghe per gli altri veicoli, con possibilità, anche in questo caso, di personalizzare la sequenza e scegliere la grafica. Le targhe in questione sono di dimensioni ridotte ma non sono standardizzate sul territorio nazionale né su quello nordamericano. Dagli anni '80 gli stati seguono però quasi tutti le misure di 4 in × 7 in (10 cm × 18 cm), ad eccezione del Minnesota, che le emette di 4 3⁄16 in × 7 3⁄16 in (10,6 cm × 18,3 cm)

### Veicoli storici

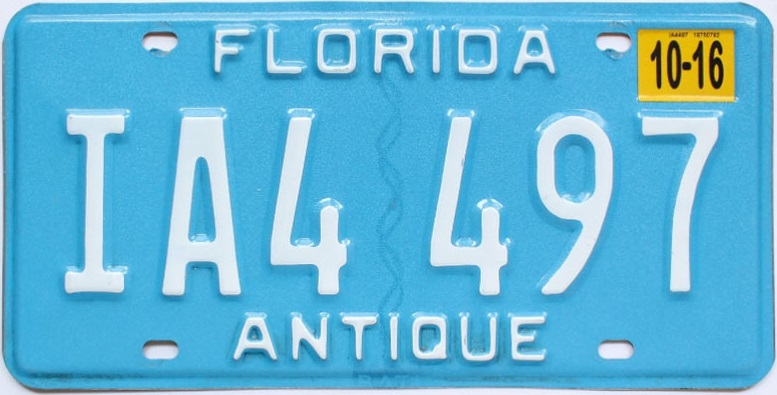
Targa di un veicolo antico della Florida

Tipicamente, un veicolo viene definito "antico", "classico", "d'epoca" a una determinata età dalla prima immatricolazione. Ad esempio, essa è di 20 anni nello stato del Connecticut, 25 anni nello stato della Virginia.
La targa effettiva che viene applicata al mezzo può assumere la forma di una di nuova fabbricazione con la dicitura "ANTIQUE", "HISTORIC", "EARLY AMERICAN" o "HORSELESS CARRIAGE" al posto del motto. In alternativa, per rendere un effetto più autentico, può essere una riproduzione esatta di una vecchia targa o una che ne riprenda le sembianze senza però necessariamente essere identica alle reali targhe storiche. Addirittura, in determinate circostanze, può essere usata una vera targa antica dello stesso anno del modello dell'auto, chiamata Year of Manufacture plate (YOM) o Vintage plate, a seconda della giurisdizione. Ad esempio, la Virginia ne consente l'uso solo se stampata in rilievo con l'anno appropriato (non aggiunto con adesivi). Il Tennessee consente l'uso di targhe YOM a condizione che il veicolo in questione sia appositamente registrato come "antico" e che contrassegni e moduli originari emessi dallo stato siano conservati all'interno del veicolo per possibili ispezioni su richiesta delle forze dell'ordine. Sebbene la legge locale lo consenta, la circolazione sulle strade di altri stati potrebbe non essere legale.
L'immatricolazione di veicoli antichi può fornire alcuni vantaggi, come una tassa di registrazione ridotta o esonerata, l'esenzione dalla revisione del veicolo. Tuttavia, il privilegio del proprietario di guidare il veicolo può essere notevolmente ridotto. Sempre in Virginia, l'uso di un'auto d'epoca è limitato alla partecipazione ad attività di club automobilistici, sfilate e simili, guida da e verso tali eventi, test, manutenzione, riparazioni e guida occasionale di piacere entro 250 miglia (400 km) dalla propria residenza, mentre è espressamente vietato l'utilizzo da e per il luogo di lavoro. Pur avendo regole simili, il Tennessee non consente il trasferimento di targhe antiche tra proprietari quando un veicolo viene venduto, quindi il nuovo proprietario deve richiederne una nuova. Altri stati invece, come il Connecticut, non hanno alcuna limitazione di guida o di registrazione per i veicoli d'epoca.

### Veicoli con registrazione ripartita

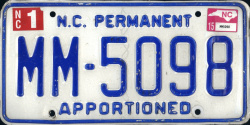
Targa della Carolina del Nord di un mezzo pesante con registrazione ripartita

Le targhe per questa categoria riguardano mezzi pesanti
- con due assi e un peso lordo o una massa a pieno carico superiore a 26 000 libbre (12 000 kg)
- con tre o più assi, indipendentemente dal peso
- in combinazione, con peso lordo complessivo o massa a pieno carico superiore a 26 000 libbre (12 000 kg)[4]

destinati al trasporto di persone o beni fra stati federati e distretti statunitensi e/o province e territori canadesi aderenti all'International Registration Plan (IRP), un accordo di reciprocità della registrazione tra Stati Uniti e Canada, che prevede pagamenti ripartiti delle quote di immatricolazione, in base alla distanza totale operata nelle giurisdizioni partecipanti. Il principio fondamentale dell'IRP è quello di promuovere e favorire l'utilizzo del sistema autostradale nordamericano.
Il vantaggio di questo piano è che un veicolo può essere registrato solo nel suo stato di origine, ma legalmente impegnarsi nel commercio interstatale/interprovinciale e addirittura internazionale. Ogni veicolo interessato è dotato di una targa con scritto "APPORTIONED", "APP", o "PRP" al posto del motto, e una documentazione che elenca ogni giurisdizione in cui il veicolo può operare e quanto peso è autorizzato a trasportare.
Fanno eccezione veicoli ricreativi, veicoli con targhe soggette a restrizioni, autobus a noleggio con autista, veicoli di proprietà del governo.
Due delle principali società di trasporto che utilizzano apportioned vehicles sono U Haul e Greyhound Lines.

## Targhe speciali

### Targhe provvisorie

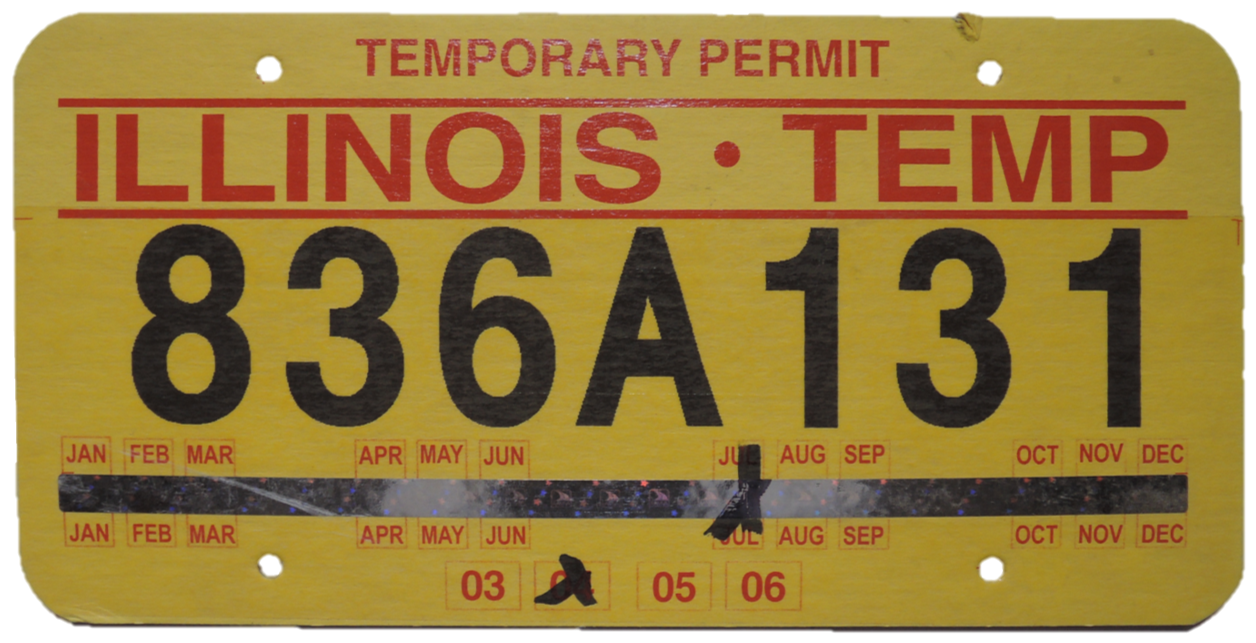
Targa temporanea emessa dall'Illinois

Quando una persona acquista un veicolo da un rivenditore, il concessionario è generalmente autorizzato a rilasciare una registrazione temporanea per consentire all'acquirente di guidare il mezzo fino a quando l'agenzia governativa responsabile dell'immatricolazione non elabora i moduli di registrazione.
Allo stesso modo, quando una persona acquista un veicolo al di fuori del proprio stato di residenza, di solito può ottenere una "registrazione di transito" dalle autorità dello stato o della contea in cui è avvenuto l'acquisto. Questa registrazione di transito consentirà al nuovo proprietario di guidare il veicolo fino allo stato di residenza dove avverrà la vera e propria immatricolazione.
Le registrazioni temporanee possono presentarsi principalmente come:
- una targa di carta, cartone o plastica leggera, da sostituire con quella definitiva alla fine del periodo di registrazione temporaneo (solitamente un periodo limitato, ad esempio, di 15, 30 o 45 giorni);
- una targa metallica standard con convalida temporanea (in questo caso viene emesso solo un adesivo da apporre su una targa già esistente anziché una effettiva targa temporanea);
- un modulo o una decalcomania da applicare su un finestrino del veicolo.

### Targhe restrittive

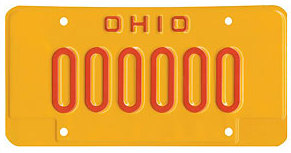
Targa restrittiva dell'Ohio per trasgressori di guida in stato di ebbrezza

In alcuni stati, alle persone colte a guidare in stato di ebbrezza, oltre a sanzioni pecuniarie e ad altre pene, è prevista una limitazione, per un periodo temporaneo, dei privilegi di guida.
Nel New Jersey, ad esempio, alle persone condannate per guida in stato di ebbrezza può essere vietato l'uso di targhe. In Ohio, i conducenti ubriachi condannati sono obbligati a guidare con le cosiddette Party plates, targhe speciali rosso su giallo che evidenziano alle forze dell'ordine e agli altri utenti della strada il fatto di prestare maggiore attenzione al veicolo (che in questo caso può circolare solo in alcune situazioni, fasce orarie e/o aree). In Georgia e Minnesota, ai conducenti ubriachi può essere ordinato di esporre targhe restrittive con uno speciale sistema di numerazione, note nel secondo stato come Whisky plates.

### Nazioni indigene

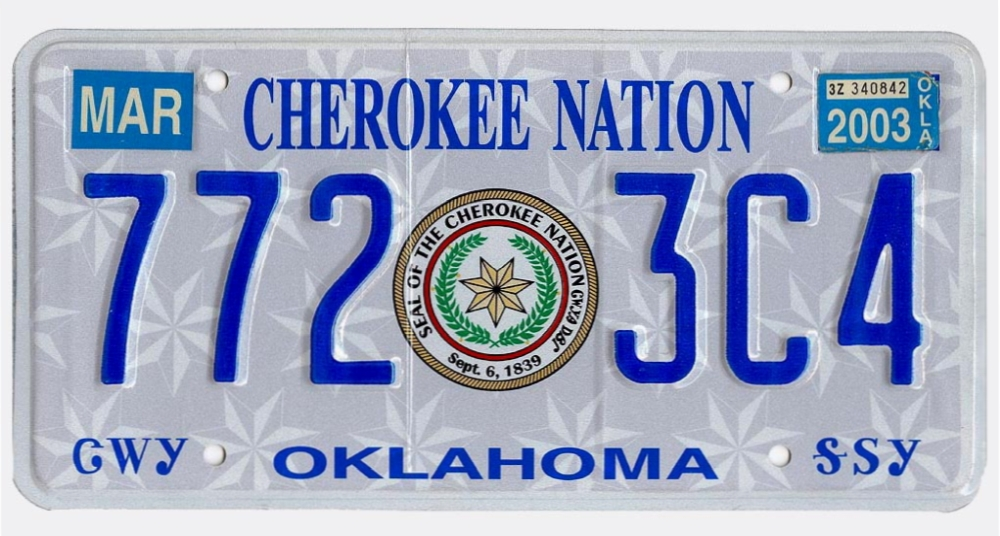
Targa della Nazione Cherokee

Diverse tribù di nativi americani degli Stati Uniti registrano veicoli a motore e rilasciano proprie targhe a tali veicoli, anziché utilizzare quelle emesse dallo stato in cui si trovano territorialmente.
Lo status legale di queste targhe varia a seconda della tribù, alcune sono riconosciute dal governo federale e altre no. Alcune nazioni emettono targhe per veicoli tribali e personali, mentre altre emettono targhe solo per veicoli tribali ufficiali e amministrativi.
Le targhe di alcune nazioni indicano lo stato degli Stati Uniti con cui sono più strettamente associate, mentre altre no. Questa variazione può anche esistere tra più nazioni associate a un particolare stato.
Le tribù riconosciute a livello federale possono anche noleggiare veicoli con targa governativa statunitense attraverso la General Services Administration in determinate circostanze.

### Governative

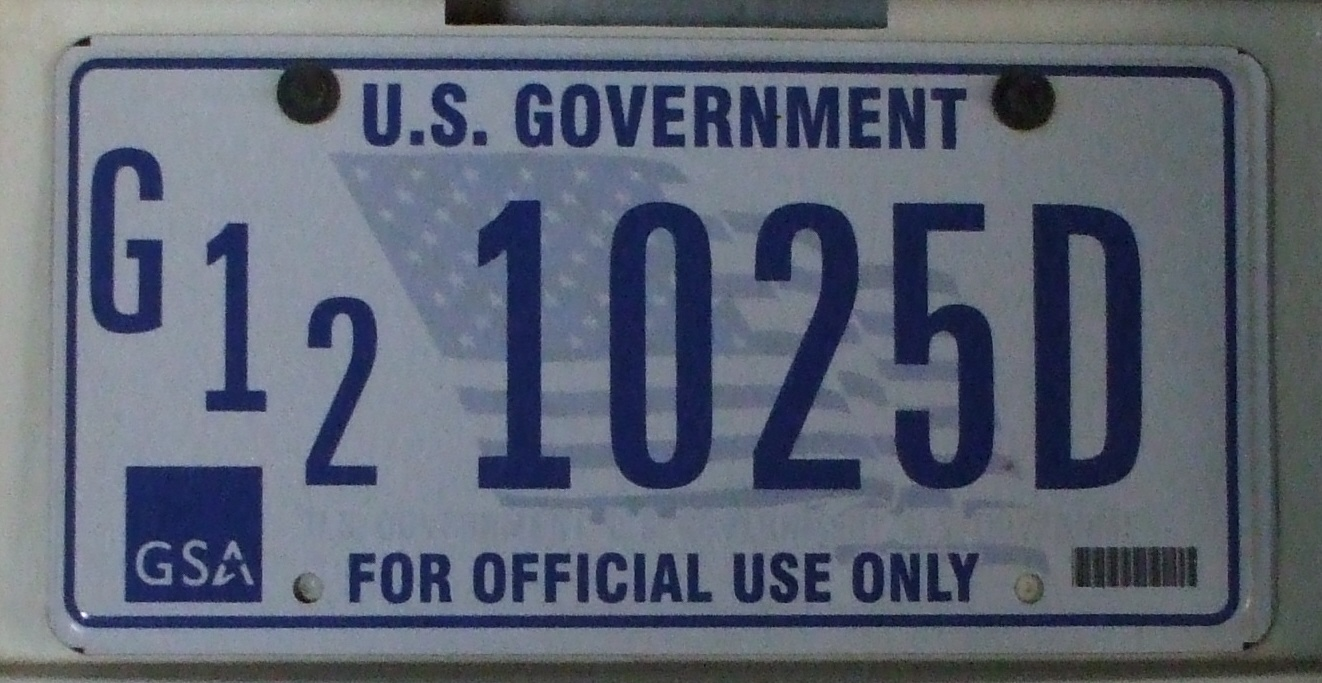
Targa governativa della GSA

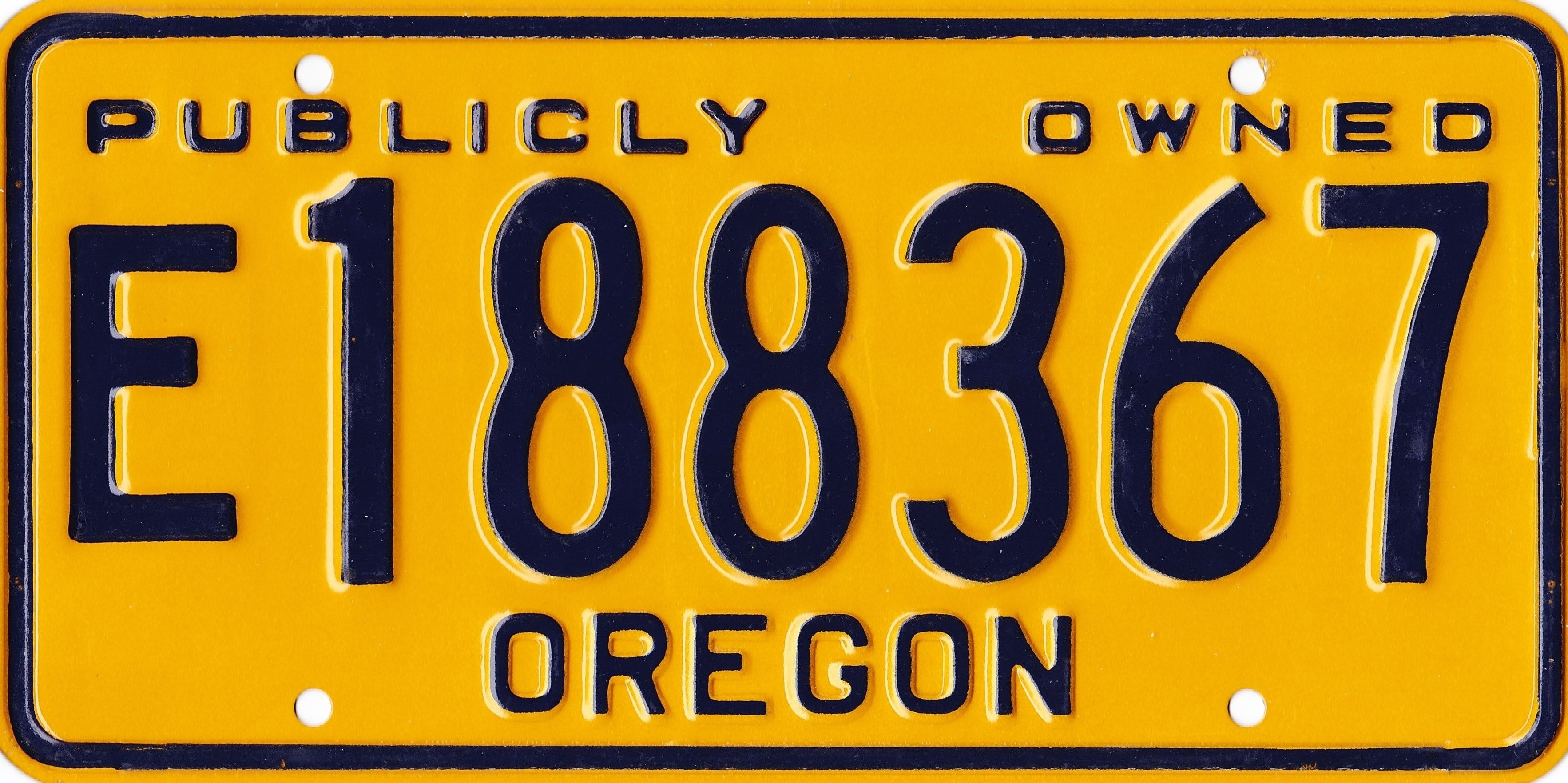
Targa esentasse di proprietà del governo dell'Oregon

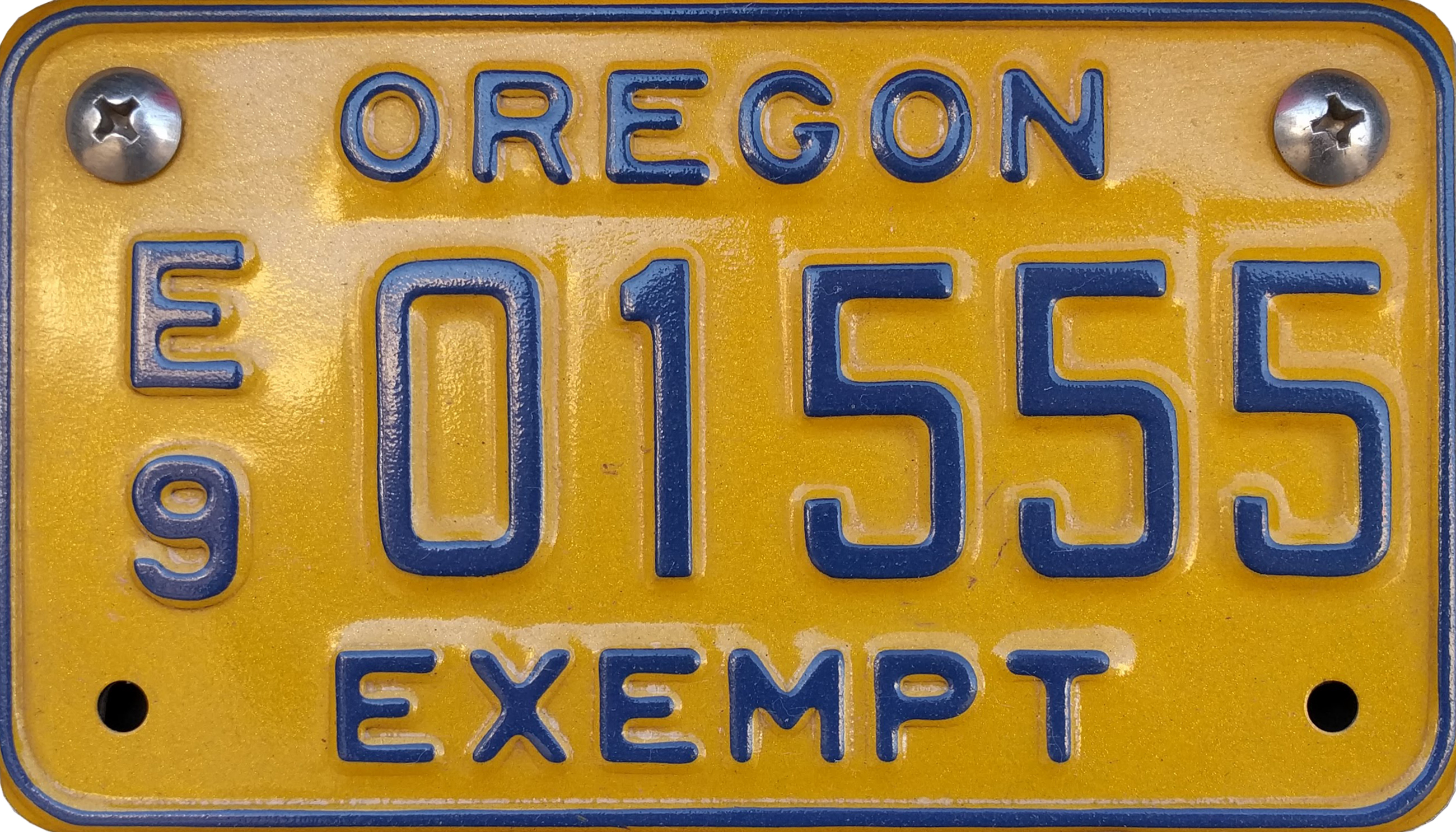
Targa esentasse di un motociclo di proprietà del governo dell'Oregon

Il governo federale emette targhe per i propri veicoli, con poche eccezioni. Il formato segue, come il resto delle targhe, il formato nordamericano. In alto appare la dicitura "U.S. GOVERNMENT" accompagnata spesso dallo stemma dell'agenzia o del dipartimento a cui appartiene il mezzo (di solito in basso a sinistra). Vengono anche utilizzati dei prefissi identificativi davanti alla sequenza alfanumerica, come "A" per il Dipartimento dell'Agricoltura, "CP" per la Capitol Police, "HHS" (Health and Human Services) per il Dipartimento della salute e dei servizi umani, "J" (Justice) per il Dipartimento di giustizia, "NATO" per i veicoli dell'omonima organizzazione, "P" per l'USPS, "W" (War) per il Dipartimento dell'esercito e così via. La flotta del General Services Administration a disposizione degli enti nazionali presenta prefissi in base alla tipologia di veicolo (es. "G12" per berline compatte, "G31" per ambulanze o bus, "G42" per camion e veicoli commerciali fino a 3/4 tonnellate a trazione 4x2, "G63" per camion e veicoli commerciali fino a 1 tonnellata a trazione 4x4 e vari altri). I mezzi di proprietà di un ramo delle forze armate statunitensi possiedono targhe specifiche emesse da quel corpo con scritto "U.S. ARMY", "U.S. COAST GUARD" ecc, anche se alcuni presentano solo un numero di identificazione applicato direttamente sulla carrozzeria.
A livello sub-nazionale, tutti gli stati federati rilasciano targhe speciali per i veicoli di proprietà dei governi statali e locali. Per la maggior parte, le targhe sono simili alle targhe dei passeggeri regolari, tranne che con una sequenza di numerazione separata e/o con un messaggio come "GOVERNMENT", "OFFICIAL", "STATE PROPERTY", "PUBLICLY OWNED", "MUNICIPAL" o "EXEMPT" in sostituzione dello slogan. Molti stati, inoltre, rilasciano targhe a membri di determinate professioni che richiedono una sorta di privilegi speciali, come parcheggiare in lotti riservati o transitare in corsie preferenziali. Gli esempi includono targhe per membri della stampa, medici, infermieri, ambulanze convenzionate o della Croce Rossa Americana, polizia, paramedici, vigili del fuoco, giudici, senatori.

### Diplomatiche

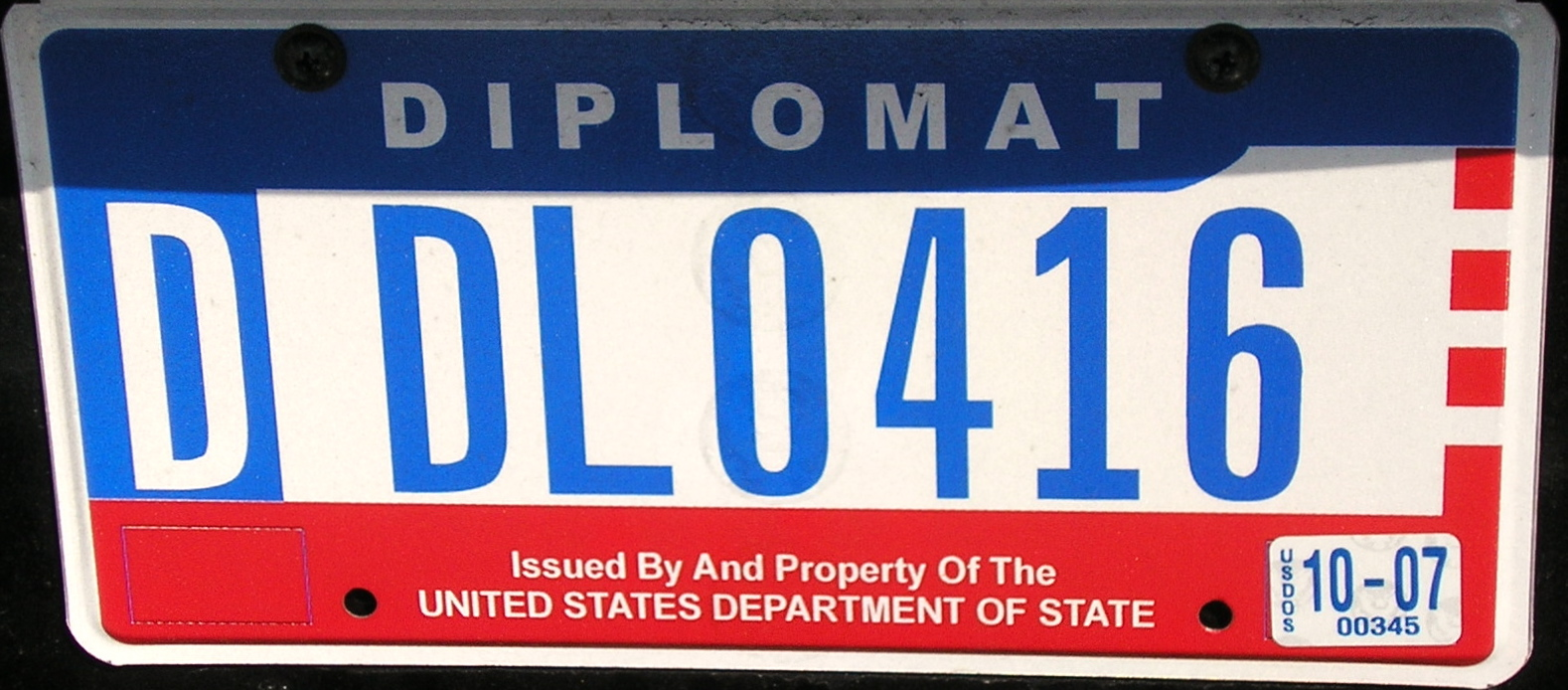
Targa del Corpo Diplomatico dell'India (lettere "DL") con grafica utilizzata dal 1984 al 2007

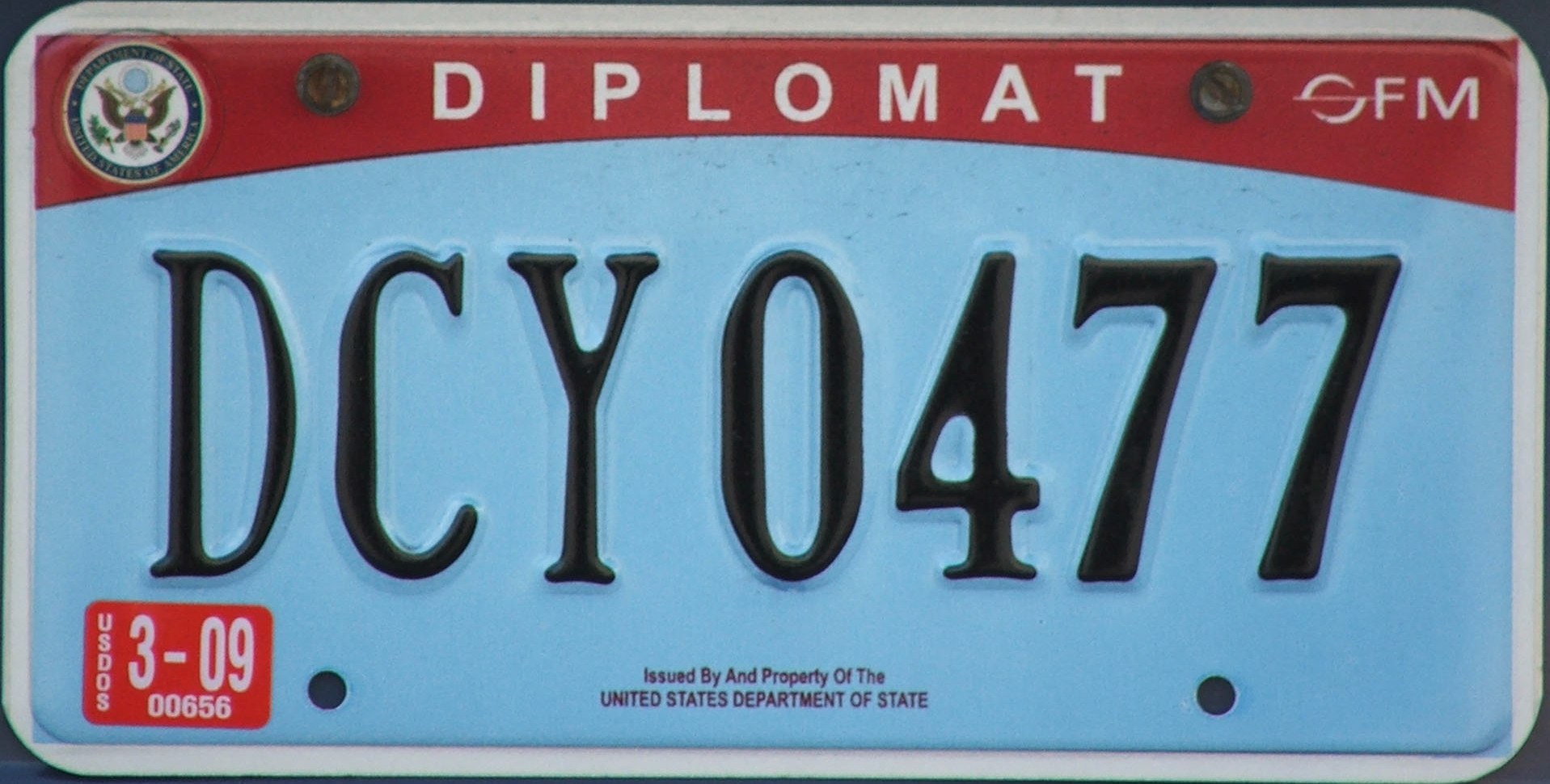
Targa del Corpo Diplomatico della Cina (lettere "CY") con grafica in uso dal 2007

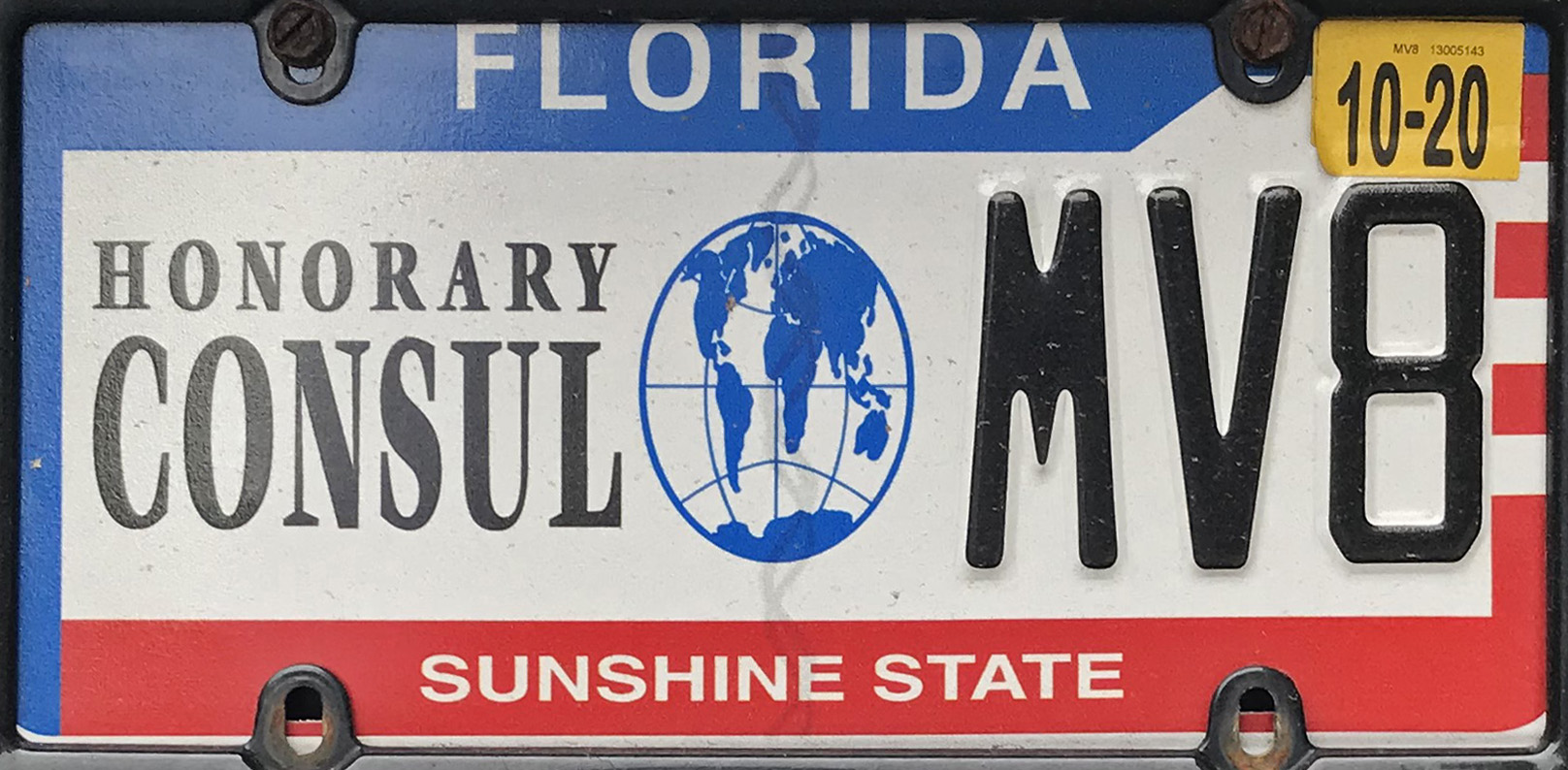
Targa emessa dalla Florida di un veicolo di un console onorario

Le targhe diplomatiche sono emesse dall'Ufficio delle Missioni estere (OFM), branca del Dipartimento di Stato, e non dai singoli stati federati.
Dal 2007, esse hanno sfondo azzurro e caratteri neri in rilievo, in alto si trova una fascia concava di colore rosso con la scritta bianca "DIPLOMAT" o "CONSUL", altrimenti vuota nel caso di veicoli dello staff. A sinistra è impresso lo stemma del dipartimento di Stato mentre a destra il logo dell'OFM. Nella parte inferiore della targa è scritto, con caratteri fortemente rimpiccioliti, "Issued By The UNITED STATES DEPARTMENT OF STATE" o frasi similari. La sequenza è composta da una lettera ("D" per i mezzi del Corpo diplomatico, "C" per quelli del Corpo consolare e "S" per quelli privati del personale), seguita dal codice di due lettere identificative del Paese o ente internazionale proprietario del veicolo e da un numero di 3 o 4 cifre. le vetture di proprietà delle missioni delle Nazioni Unite o dei funzionari dei Paesi membri presso la sede ONU presentano targhe con sequenza "ribaltata" rispetto a quelle diplomatiche (appaiono quindi prima le cifre, poi il codice dello Stato e infine la lettera "D"). Le targhe dei rappresentanti presso l'Organizzazione degli Stati americani seguono lo schema "A 00000", mentre quelle del Segretariato delle Nazioni Unite utilizzano il sistema invertito ("00000 A").
Fa eccezione Taiwan, stato parzialmente riconosciuto e non membro dell'ONU, a cui sono state assegnate nel 2015, per via del suo status particolare, delle targhe con fascia rossa vuota (senza "DIPLOMAT" né "CONSULAR") e serie iniziante con "E" anziché con "D" o "C".
Dal 1984 al 2007 le targhe seguivano gli stessi sistemi di numerazione attuali ma mostravano uno stile nettamente differente. Il prefisso "D", "C", "S" o "A" era bianco e si trovava in un riquadro azzurro (mentre il resto del testo era azzurro su sfondo bianco) collegato alla banda orizzontale superiore dello stesso colore. Su di essa era specificato (come in quelle odierne) la dicitura "DIPLOMAT", "CONSUL" o era vuota per i veicoli del personale. Nei casi delle targhe ONU, esse erano speculari, oltre che per la sequenza, anche per la grafica: la lettera "D", "S" o "A", stavolta in posizione di suffisso, era sempre bianca, riquadrata di azzurro ma sovrastata dalla scritta "UNITED NATIONS". Tutti i caratteri precedenti invece erano azzurri su fondo bianco. In basso una fascia rossa indicava al suo interno l'organo di emissione e proprietario della targa (anche in questo caso il Dipartimento di Stato).
Per quanto riguarda i motocicli essi presentano targhe con stessa grafica e formato ma dimensioni ridotte, mentre per i rimorchi esistono targhe apposite in cui, nel formato in uso dal 2007, sulla fascia rossa superiore appare la scritta "TRAILER" e la sequenza è del tipo "T 00000".
Gli stati federati non possono emettere targhe diplomatiche, che sono centralizzate a livello nazionale, ma possono emettere targhe per consolati onorari con sede nei propri territori, che spesso ricalcano la grafica di quelle dell'OFM.
I codici composti da due lettere posizionati accanto al prefisso (o al suffisso nei casi dell'ONU) e il Paese associato sono riportati nella tabella seguente.
Nessuno dei codici di due lettere elencati include le lettere E o O e le lettere I e Z non si trovano mai nella prima posizione.
Legenda: In grigio significa codice non più usato, in grassetto che è invece in uso. 
Essendo parte della lista aggiornata agli anni '90, è probabile che alcuni altri codici elencati da allora siano stati abbandonati o riassegnati.
| Sigla | Stato                                          | Sigla | Stato                                           | Sigla | Stato                                                          | Sigla | Stato                                          | Sigla | Stato                             |
| ----- | ---------------------------------------------- | ----- | ----------------------------------------------- | ----- | -------------------------------------------------------------- | ----- | ---------------------------------------------- | ----- | --------------------------------- |
| AA    | Rep. del Congo                                 | AB    | Taiwan (con prefisso "E")                       | AC    | Costa d'Avorio                                                 | AE    | Uzbekistan                                     | AF    | Giappone                          |
| AH    | Madagascar                                     | AJ    | Panama                                          | AK    | Capo Verde                                                     | AQ    | Siria (solo ONU)                               | AU    | Uganda                            |
| AV    | Israele                                        | AW    | Unione africana (organizzazione internazionale) | AX    | Isole Marshall                                                 | BL    | Sudafrica                                      | BV    | Isole Salomone                    |
| BW    | Banca Mondiale (organizzazione internazionale) | BY    | Isole Salomone                                  | BZ    | Iraq                                                           | CB    | Cambogia                                       | CC    | Etiopia                           |
| CG    | Isole Marshall                                 | CM    | Micronesia                                      | CN    | organizzazione internazionale                                  | CS    | Afghanistan                                    | CT    | Bhutan (solo ONU)                 |
| CU    | Botswana                                       | CV    | Birmania                                        | CW    | Camerun                                                        | CX    | Burundi                                        | CY    | Cina                              |
| DA    | Colombia                                       | DB    | Costa Rica                                      | DC    | Cuba                                                           | DD    | Cipro                                          | DF    | Rep. Dominicana                   |
| DG    | Ecuador                                        | DH    | Antille francesi (ente sub-nazionale)           | DI    | Israele                                                        | DJ    | Francia                                        | DK    | Grecia                            |
| DL    | India                                          | DM    | Iran (solo ONU)                                 | DN    | Danimarca                                                      | DP    | Bangladesh                                     | DR    | Slovacchia                        |
| DZ    | Palau                                          | FC    | Unione Sovietica                                | FF    | Antigua e Barbuda                                              | FG    | Rep. Centrafricana                             | FH    | Irlanda                           |
| FI    | Israele                                        | FJ    | Libano                                          | FK    | Kenya                                                          | FL    | Liberia                                        | FM    | Libia                             |
| FN    | Malta                                          | FP    | Marocco                                         | FR    | Filippine                                                      | FS    | Paesi Bassi                                    | FT    | Qatar                             |
| FV    | Sri Lanka                                      | FW    | Città del Vaticano                              | FX    | Sierra Leone                                                   | FY    | Sudafrica                                      | FZ    | Suriname                          |
| GC    | Svezia                                         | GD    | Ucraina                                         | GG    | Zambia                                                         | GN    | Turchia                                        | GP    | Albania                           |
| GQ    | Corea del Nord (solo ONU)                      | GX    | Vanuatu                                         | HB    | Tonga                                                          | HL    | Saint Lucia                                    | HN    | Mongolia                          |
| HV    | Belgio                                         | HW    | Guatemala                                       | HX    | Benin                                                          | HY    | Guinea-Bissau                                  | HZ    | Haiti                             |
| JB    | Honduras                                       | JC    | Kuwait                                          | JD    | Mauritius                                                      | JF    | Nigeria                                        | JG    | Portogallo                        |
| JH    | Somalia                                        | JJ    | Ciad                                            | JK    | Turchia                                                        | JM    | Jugoslavia                                     | JP    | Tunisia                           |
| JQ    | Togo                                           | JS    | Slovenia                                        | KB    | Monaco                                                         | KD    | Eritrea                                        | KG    | Guinea Equatoriale                |
| KH    | Ungheria                                       | KJ    | Lituania                                        | KK    | Figi                                                           | KL    | Giordania                                      | KM    | Giamaica                          |
| KN    | Gabon                                          | KP    | Lussemburgo                                     | KR    | Malaysia                                                       | KS    | Messico                                        | KT    | Namibia                           |
| KU    | São Tomé e Príncipe                            | KV    | Arabia Saudita                                  | KW    | Seychelles                                                     | KX    | Sudan                                          | LC    | Venezuela                         |
| LD    | Vietnam                                        | LG    | Turchia                                         | LH    | Israele                                                        | LK    | Unione europea (organizzazione internazionale) | LM    | Macedonia del Nord                |
| LR    | Bosnia ed Erzegovina                           | LW    | Germania                                        | MF    | Fondo Monetario Internazionale (organizzazione internazionale) | MK    | Gibuti                                         | ML    | Diego Garcia (ente sub-nazionale) |
| MN    | Comore                                         | MP    | Bahamas                                         | MQ    | Monaco                                                         | MW    | Maldive                                        | NA    | Oman                              |
| NB    | Papua Nuova Guinea                             | NC    | Paraguay                                        | ND    | Romania                                                        | NQ    | Angola                                         | PA    | Austria                           |
| PB    | Barbados                                       | PC    | Belize                                          | PD    | Bermuda (ente sub-nazionale)                                   | PF    | Bolivia                                        | PG    | Bielorussia                       |
| PH    | Rep. Ceca                                      | PI    | Israele                                         | PK    | Norvegia                                                       | PL    | Cile                                           | PM    | Brunei                            |
| PR    | Argentina                                      | PS    | Zimbabwe                                        | PV    | Rep. del Congo                                                 | QA    | Yemen                                          | QD    | Burkina Faso                      |
| QL    | Saint Kitts e Nevis                            | QM    | Bulgaria                                        | QN    | Laos                                                           | QP    | Lettonia                                       | QQ    | Lesotho                           |
| QR    | Malawi                                         | QS    | Mozambico                                       | QT    | Nuova Zelanda                                                  | QU    | Nicaragua                                      | QV    | Niger                             |
| QW    | Polonia                                        | QX    | Pakistan                                        | QY    | Yemen del Sud                                                  | QZ    | Indonesia                                      | RB    | Ruanda                            |
| RC    | Saint Vincent e Grenadine                      | RD    | Senegal                                         | RL    | Uruguay                                                        | SG    | Israele                                        | ST    | Dominica                          |
| SX    | Unione Sovietica                               | TC    | Mali                                            | TF    | Algeria                                                        | TG    | Canada                                         | TH    | Egitto                            |
| TJ    | Germania Est                                   | TK    | Antille Olandesi (ente sub-nazionale)           | TL    | El Salvador                                                    | TM    | Islanda                                        | TN    | Nepal                             |
| TP    | Mauritania                                     | TQ    | Mali                                            | TR    | Italia                                                         | TS    | Iraq                                           | TT    | Guyana                            |
| TU    | Guinea                                         | TV    | Ghana                                           | TW    | Gambia                                                         | TX    | Finlandia                                      | TY    | Grenada                           |
| TZ    | Perù                                           | UA    | Bahrein                                         | UF    | Estonia                                                        | UH    | Spagna                                         | UX    | Trinidad e Tobago                 |
| VF    | Thailandia                                     | VG    | Tanzania                                        | VH    | Svizzera                                                       | VJ    | Brasile                                        | VK    | Singapore                         |
| VL    | eSwatini                                       | VM    | Nauru                                           | WB    | Emirati Arabi Uniti                                            | WD    | Corea del Sud                                  | WM    | Samoa                             |
| WZ    | Regno Unito                                    | XF    | Turchia                                         | XY    | sconosciuto                                                    | XZ    | Australia                                      | YA    | sconosciuto                       |
| YG    | Georgia                                        | YJ    | Tagikistan                                      | YK    | Kazakistan                                                     | YM    | Hong Kong (ente sub-nazionale)                 | YM    | Moldavia                          |
| YR    | Russia                                         | YT    | Turkmenistan                                    | YU    | Uzbekistan                                                     | YY    | Kirghizistan                                   | YZ    | Azerbaigian                       |

## Territori dipendenti degli Stati Uniti

### Samoa Americane
Dal 1977 nelle Samoa Americane viene usato lo standard nordamericano. La combinazione per i veicoli privati è formata da 4 cifre. Tipologie specifiche di veicoli utilizzano da tre cifre precedute da un prefisso, ad esempio "R" (Rent) per i veicoli a noleggio, "T" per i taxi, "CP" (Commercial Purpose) per veicoli commerciali e bus, "C" (Cargo) per furgoni, "PD" (Police Department) per i mezzi della polizia, "GO" per il governatore, "MB" (Motor Bike) per motocicli e altri. Oltre ai caratteri, sulle targhe sono impressi la sagoma di una palma, la scritta "AMERICAN SAMOA" in basso e il motto "MOTU O FIAFIAGA" (Isole del Paradiso in samoano) in alto. Il formato è rimasto simile dagli anni '70 a oggi, ad eccezione degli slogan e dello sfondo, che dal 2011 raffigura una foto della Fatu Rock. Le targhe governative possono presentare, dallo stesso anno, uno sfondo giallo-bianco-giallo e la dicitura "GOVERNMENT VEHICLE" al posto del motto. Esistono anche delle combinazioni riservate, come "US 1" per il delegato delle Samoa Americane alla Camera dei Rappresentanti.

### Guam
Le targhe di Guam seguono lo schema nordamericano dal 1960 e dal 2009 hanno sfondo bianco con disegnato un fiore di buganvillea e caratteri neri. Presentano una sigla di due lettere (precedentemente di tre), che identifica il villaggio di immatricolazione (es. "AT"=Agat, "HG"=Hagåtña, "PT"=Piti) o lo scopo del veicolo (es. "TX" per i taxi, "CV" per i veicoli commerciali, "TR" per le targhe prova, "MP" per motocicli e ciclomotori) seguita da un numero fino a 4 cifre. In alto si trova la scritta "GUAM U.S.A." mentre in basso lo slogan "TANO Y CHAMORRO" (Terra dei Chamorro in chamorro). Esistono delle serie speciali con grafiche e sequenze dedicate, come quelle governative o per i veterani.

### Isole Marianne Settentrionali

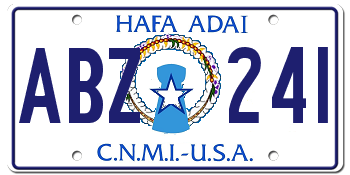
Targa delle Isole Marianne Settentrionali

Le targhe delle Isole Marianne Settentrionali sono, dal 1988, bianche con disegnato il sigillo della dipendenza. In alto si trova, in blu, la scritta "HAFA ADAI" (il corrispondente in chamorro di Ciao) mentre in basso, sempre in blu, "C.N.M.I.-U.S.A.", acronimo di Commonwealth of Northern Mariana Islands - United States of America. La serie alfanumerica standard è del tipo "AAA 000", fino al 2005 in rilievo, da allora stampata. Fanno eccezione le targhe di veicoli speciali, quali taxi, bus, veicoli governativi, che presentano a sinistra la dicitura in maiuscoletto e scritta in verticale taxi, bus o gov.t, seguita da una combinazione di massimo 4 cifre. La targa del governatore non segue alcuna sequenza e su di essa è impressa semplicemente la parola "GOVERNOR".

### Porto Rico

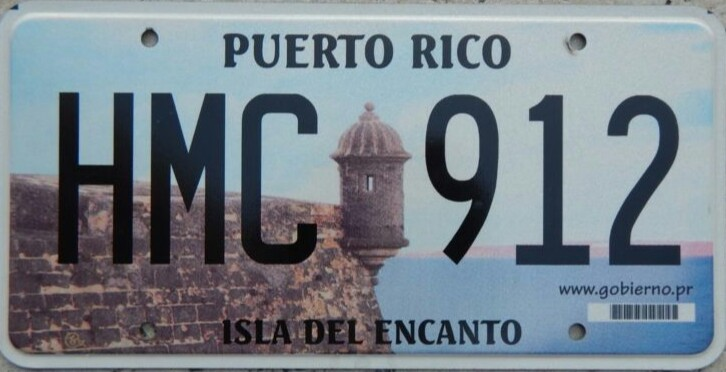
Targa di Porto Rico del formato in uso dal 2008 in dimensioni nordamericane

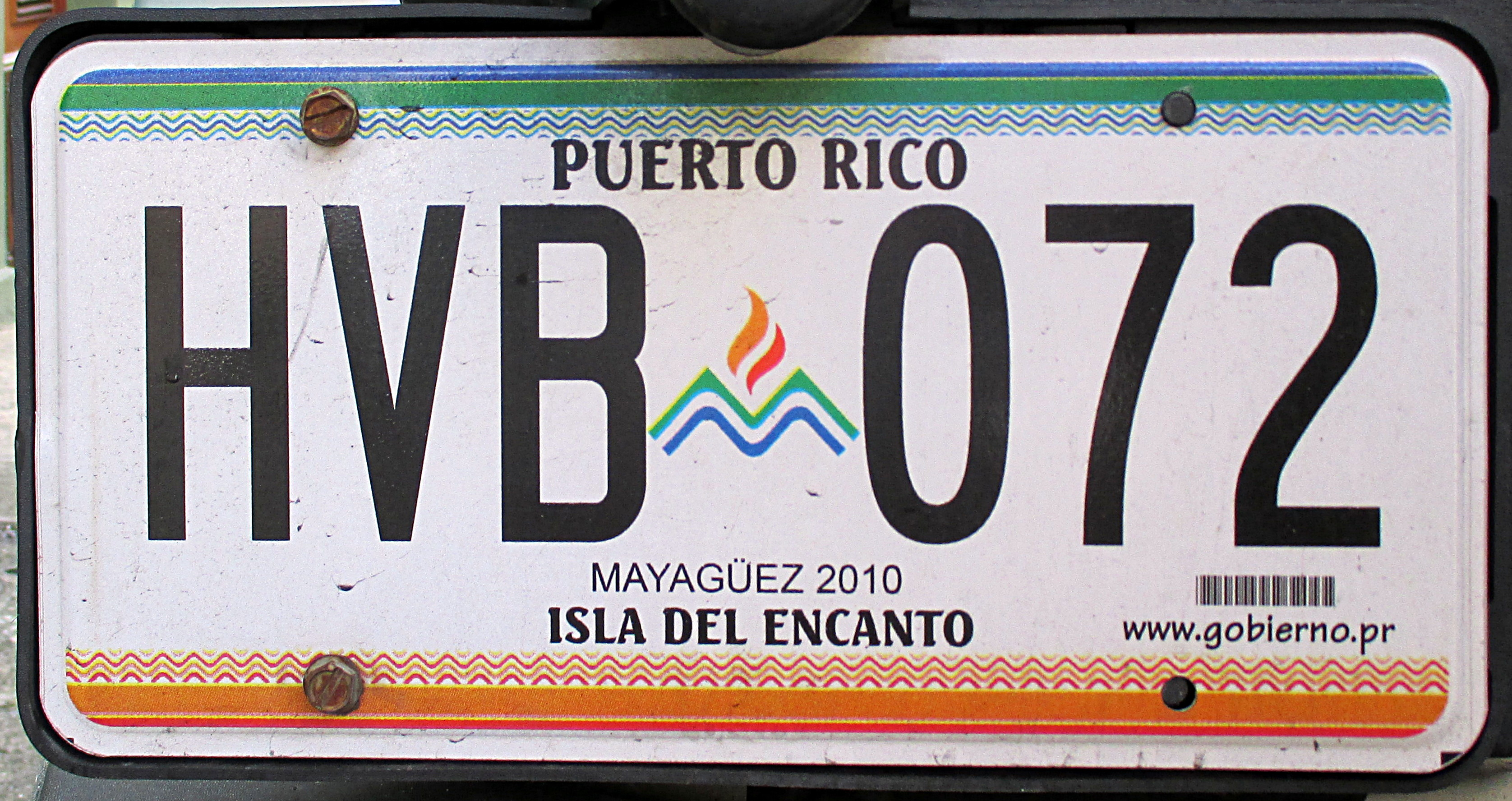
Targa di Porto Rico dell'emissione speciale con logo Mayagüez 2010

Dagli anni '50 le targhe a Porto Rico avevano una sequenza di sole cifre e ogni anno venivano cambiati gli schemi di colori dello sfondo e dei caratteri. Nel 1986 la combinazione è stata sostituita con una alfanumerica del tipo "AAA 000". Il formato è principalmente quello nordamericano, anche se è possibile avere targhe di tipo europeo. Dal 2008 la grafica ordinaria (per entrambi i formati) raffigura una foto del Forte San Felipe del Morro, in alto si trova la scritta "PUERTO RICO" mentre in basso lo slogan "ISLA DEL ENCANTO" (Isola del fascino). Dal 2009 al 2012 sono state emesse delle targhe celebrative in occasione dei XXI Giochi centramericani e caraibici svoltisi a Mayagüez nel 2010, che potevano essere scelte come alternativa. Nel 2011 fu introdotto un nuovo modello da affiancare allo standard: targhe bianche con una rappresentazione schematica de La Fortaleza sullo sfondo, in alto la scritta in inglese "PUERTO RICO DOES IT BETTER" e in basso una banda gialla con la traduzione in spagnolo "PUERTO RICO LO HACE MEJOR". Nella versione con misura europea, la banda gialla si trova a sinistra e contiene entrambe le frasi una sotto l'altra.

### Isole Vergini Americane

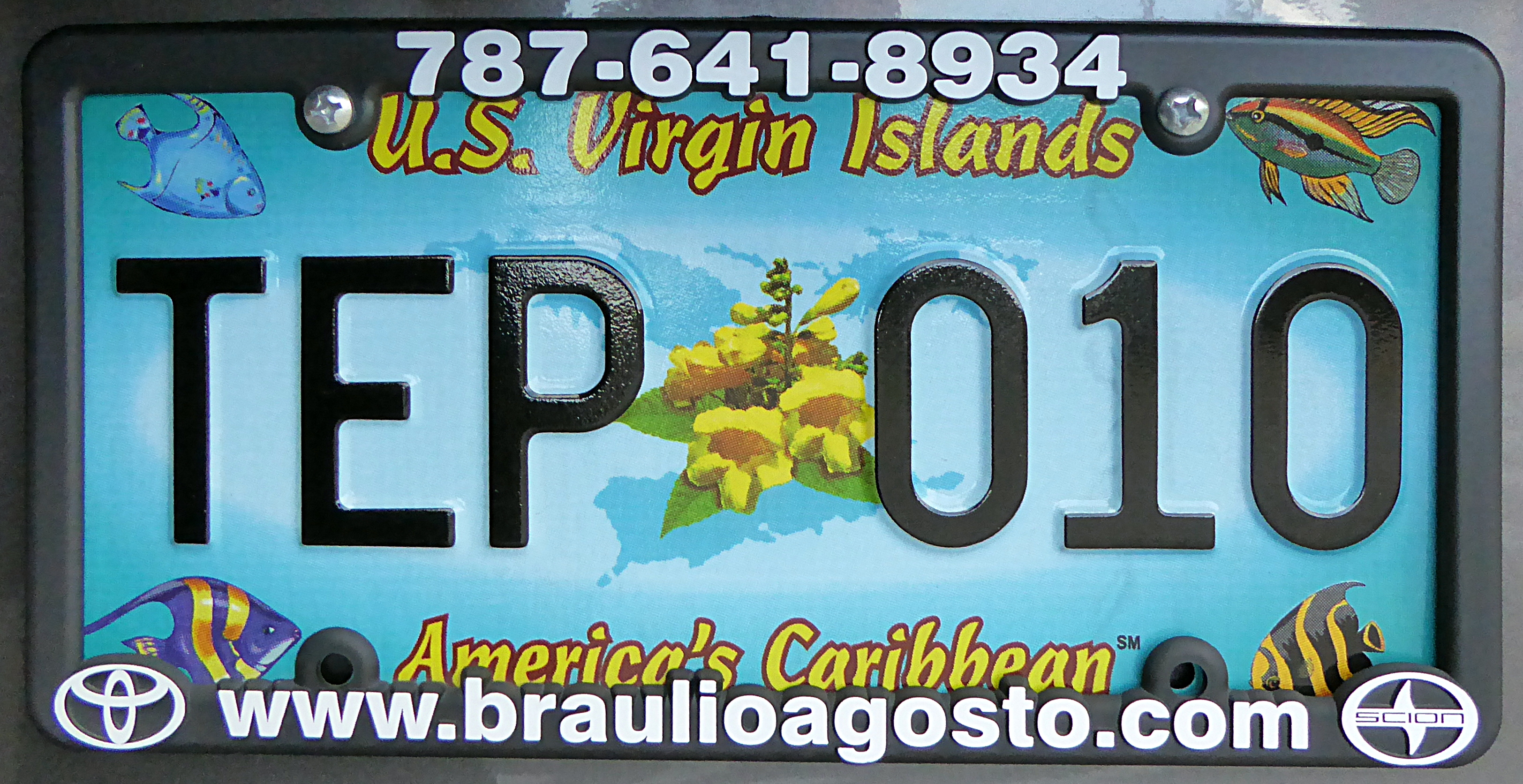
Targa delle Isole Vergini Americane emessa a Saint Thomas con grafica utilizzata dal 2006 al 2015

Le targhe delle Isole Vergini Americane, di misura nordamericana, utilizzavano una serie formata da una lettera (C per Saint Croix, J per Saint John, T per Saint Thomas) seguita da delle cifre. Dal 2000 il sistema è del tipo XAA 000, dove la prima lettera rimane C, J o T in base all'isola di emissione. Le targhe introdotte nel 2016 hanno testo bianco su blu oceano con mappa arancione delle isole. In alto nei due angoli si trovano la bandiera degli USA e quella della dipendenza, con al centro la scritta "VIRGIN ISLANDS OF THE UNITED STATES" su due righe. Nella porzione in basso si trova il motto "TRANSFER CENTENNIAL", per commemorare il 100º anniversario del trasferimento delle isole dalla Danimarca agli Stati Uniti.